# Province de Neuquén
Pour les articles homonymes, voir Neuquén.
La province de Neuquén est une province d'Argentine, qui se trouve à l'extrémité nord-ouest de la Patagonie argentine. Avec une superficie de 94 378 km2, elle est la plus petite province des régions australes du pays. Sa géographie s'abîme sur l'imposante Cordillère des Andes.

## Histoire

### Avant la découverte par les Espagnols
Les objets trouvés dans la grotte de Chenque Haichol (es), près de Las Lajas, prouvent que cette zone fut occupée au moins depuis 4000 av. J.-C.. Les archéologues y ont mis au jour du matériel destiné à moudre les aliments.
Il semble que vers l'an 1200, les habitants de la région assaisonnaient leur nourriture avec du sel extrait de la mine de Troquico, dans le nord du département de Ñorquín, creusant des galeries à quelque 40 mètres de profondeur, utilisant des haches de pierre avec des manches en bois.
Les premiers habitants du Neuquén provenaient des quatre points cardinaux, spécialement depuis les cols de la cordillère des Andes, c'est-à-dire de l'actuel Chili, depuis le sud de l'actuelle province de Mendoza et aussi depuis la pampa. Ces peuples et peuplades étaient très mobiles et se déplaçaient dans et hors des limites de l'actuelle province selon les saisons de l'année, les conditions climatiques et l'abondance du gibier et des aliments végétaux.
Dans la région, on a trouvé des restes de céramiques et un ensemble de poacées comestibles du genre Bromus, ce qui correspond à la culture Pitrén (es), qui est considérée comme culture précédant les Mapuches actuels et préalable au processus de mapuchisation (ou araucanisation) survenu aux environs du XVIe siècle, réalisé par les Mapuches sur les différentes ethnies réparties dans la province, à savoir picunche, pehuenche, puelche, huarpes, tehuelche septentrionaux et huilliche.
Le toponyme Neuquén vient du mapudungun, langue des Mapuches. Dans cette langue, le mot Nehuenken se réfère à la rivière río Neuquén et signifie « torrentueux ».

### Après l'arrivée des Espagnols
Les trois ethnies dès lors existantes au moment de l'arrivée des espagnols étaient les Pehuenches, de la famille des Huarpes, les Tehuelches et les Mapuches.
Ce fut un territoire de Patagonie inexploré pendant longtemps, car les Européens ne s'intéressaient qu'aux côtes de ces régions. Dans la seconde moitié du XVIIe siècle, le père Diego Rosales parcourut les rives du lac Nahuel Huapi et atteignit le volcan Lanín. En 1670, le père jésuite Mascardi fonda la réduction de Nuestra Señora de Nahuel Huapi. Quelques fruits introduits par les missionnaires prospérèrent de sorte qu'à la fin de XVIIIe siècle et durant la majeure partie du XIXe siècle, le bassin du río Limay était connu comme le « pays des Pommes ».
En 1832, Juan Manuel de Rosas fut élu gouverneur de la province de Buenos Aires et dès 1832-33, il décida d'organiser et de diriger l'Expédition du désert. Ce fut une campagne militaire contre les indigènes des pampas argentines et nord de la Patagonie, dans le but d'assurer de nouvelles terres pour l'exploitation du bétail et de soumettre les aborigènes. Il en sortit victorieux, si bien que l'on cite souvent cette campagne comme antécédent important de la conquête du Désert du général-président Roca à la fin du XIXe siècle. La résistance des tribus indigènes qui habitaient la zone continua cependant et le territoire de la province resta encore insoumis durant près d'un demi siècle.
En 1880, Julio Argentino Roca, général de son état, devint président de l'Argentine. Il croyait qu'il était urgent et impératif de conquérir les territoires situés au sud du río Negro. et de consolider rapidement la souveraineté argentine face au Chili, alors en pleine fièvre militaro-expansionniste et qui convoitait aussi ces régions. Il est utile de rappeler qu'en 1860, l'Argentine ne comptait que 1 180 000 habitants, face au Chili qui était nettement plus peuplé avec environ 1 750 000 habitants, et qui ne connaissait pas les incessantes luttes internes meurtrières et ruineuses qui n'avaient pas arrêté en Argentine depuis 1820. Face à l'Argentine, le Chili constituait une menace réelle, la guerre du Pacifique alors en cours (1879-1884) contre le Pérou et la Bolivie, le démontrait parfaitement.
Roca entreprit alors ce que l'on appela la conquête du Désert, et ordonna la campagne de 1881 sous le commandement du colonel Conrado Villegas.
En un an ce dernier conquit le territoire de l'actuelle province de Neuquén (il atteignit ainsi le río Limay). La campagne continua malgré la résistance des populations indigènes habitant plus au sud.
La guerre fut un véritable massacre. Auparavant, les indigènes qui peuplaient la province étaient au nombre de 60 000 environs. Ils furent en grande partie exterminés, si bien qu'au recensement de 1895, on ne comptait plus sur le territoire de l'actuelle province que 14 517 habitants, Indios bravos exclus il est vrai.
En 1884, la loi 1.532 restructurait l'espace de la Patagonie et donna au territoire de Neuquén ses limites actuelles. La première capitale, provisoire fut Ñorquín. Ensuite, entre 1885 et 1888 ce fut Campana Mahuida (l'actuelle Loncopué). Fin 1888, le siège émigra à Chos Malal, pour enfin se trouver transféré à Confluencia, nom originel de l'actuelle ville de Neuquén en 1904.

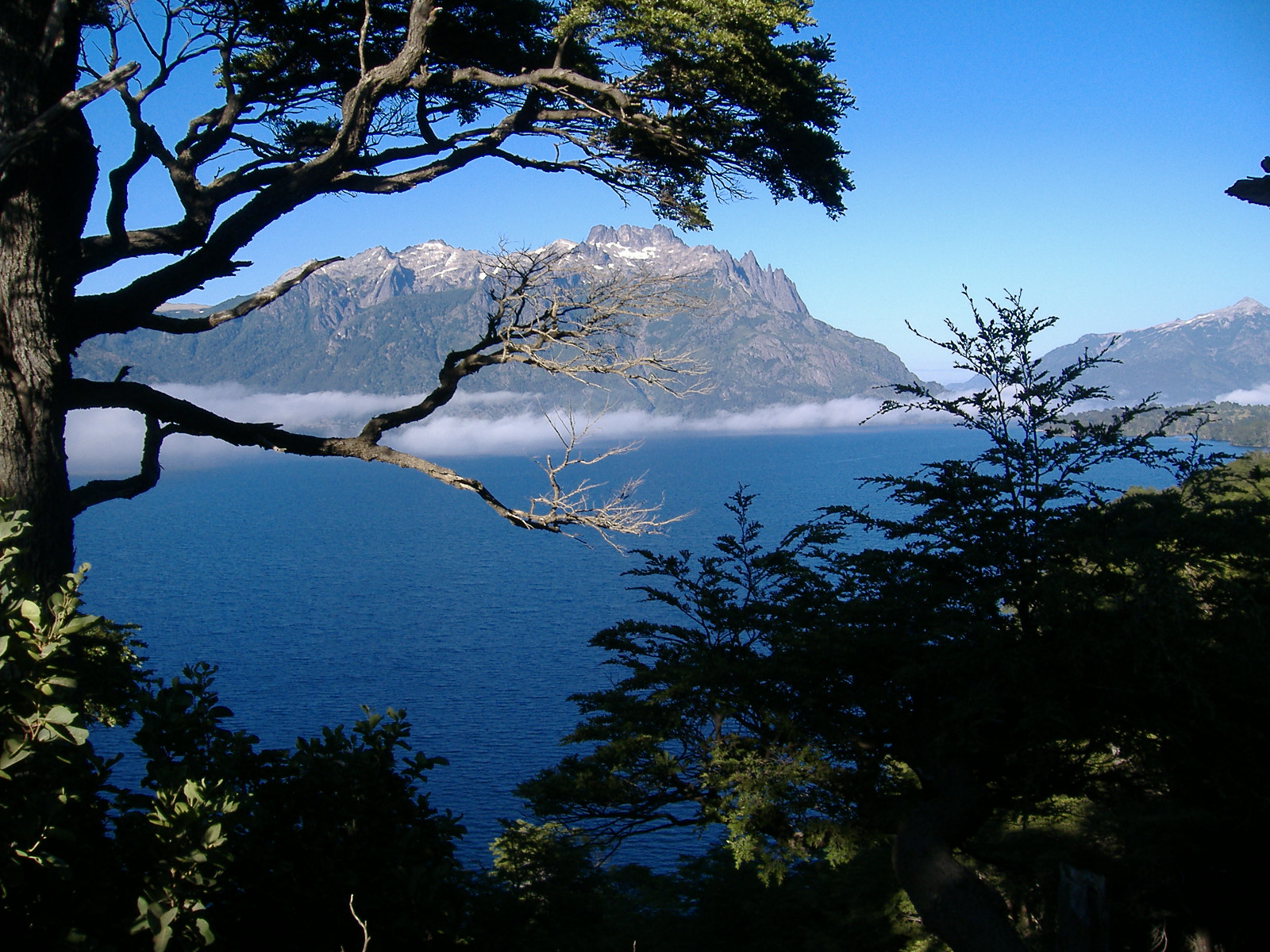
Le lac Huechulafquen dans le parc national Lanín.

Le 15 juin 1955, le Congrès national adopta la loi no 14.408 promulguée par le Pouvoir exécutif national le 28 du même mois, par lequel la province de Neuquén était créée, ainsi que quatre autres provinces. La Constitution provinciale fut adoptée le 29 novembre 1957, amendée le 20 mars 1994 et réformée par la Convention constituante le 17 février 2006.

## Géographie
La province de Neuquén, comme l'ensemble de la Patagonie argentine présente globalement deux zones géographiques bien différenciées. L'ouest est le domaine des montagnes et coïncide avec une partie de la Cordillère des Andes. Dans la moitié sud de cette zone, les précipitations sont abondantes et les versants sont en grande partie recouverts de forêts. Le sud de cette région est aussi riche en lacs et une grande partie de son territoire est protégée par des parcs nationaux. L'est de la province en revanche est le domaine des plateaux peu élevés ou mesatas. Cette région extra-andine est sèche et semi-désertique, elle a un climat froid en hiver, mais très chaud en été et un biome de steppe. Son relief de meseta tabulaire est tailladé par des vallées fluviales et entrecoupé de dépressions.

### La région andine du Neuquén
Dans la province, la cordillère des Andes présente deux grands secteurs. Au nord, ce sont les Andes arides (en) ; c'est là que se trouvent les plus hauts sommets, avec des cols d'altitude élevée. Le sud par contre, depuis le col Paso de Pino Hachado, est constitué par les Andes dites de transition. Elles sont nettement plus basses et les cols frontières sont de moindre altitude. La communication se fait plus facile avec le Chili voisin. Durant l'hiver cependant, les imposantes masses de neige provoquent de fréquentes fermetures de ces cols, ce qui rend le franchissement difficile. Cette zone sud héberge aussi de nombreux lacs transversaux d'origine glaciaire. Les plus connus sont les lacs Nahuel Huapi, Huechulafquen et Lácar. L'émissaire de ce dernier, le río Hua-hum, franchit aisément la Cordillère et traverse le Chili pour déverser ses eaux dans le Pacifique.
Les versants des montagnes andines sont couverts de forêts, surtout dans la moitié sud de la zone (au sud du col Paso de Pino Hachado). Ces forêts montent jusqu'au niveau des neiges permanentes. Elles présentent deux étages : l'étage arboré qui peut dépasser 20-30 mètres et le sous-bois, formé d'arbustes ou de cannes (bambous) comme le colihue.
Les rivières qui naissent dans la Cordillère sont souvent très abondantes et ont un potentiel hydroélectrique élevé, aujourd'hui largement exploité. On a ainsi construit de grands barrages qui ont créé de nouveaux grands lacs : tels les barrages d'Alicurá, d'El Chocón, de Cerros Colorados ou de Piedra del Águila. Le régime des cours d'eau du Neuquén est à double crue, en hiver et au printemps : la crue d'hiver causée par les pluies est suivie de celle printanière due au dégel. Les vents prédominants viennent de l'ouest ; ils sont très humides et causent de fortes précipitations sur les Andes, maximales en été. Plus loin à l'est, ils ont perdu leur charge hydrique, deviennent secs et contribuent ainsi au climat semi-désertique de la partie orientale de la province.
Pour préserver les beautés naturelles et les riches écosystèmes de la région andine de la province, on a créé de vastes parcs nationaux comme le parc national Lanín et le parc national Nahuel Huapi, qui ont été déclarés Patrimoine naturel mondial par l'UNESCO en 1981.
Les autres parcs nationaux de la province sont Los Arrayanes et le parc national Laguna Blanca. Il existe en outre des parcs régionaux et autres zones protégées.
Parallèlement à la cordillère des Andes, à l'intérieur de la province, depuis le volcan Domuyo au nord, jusqu'aux environs du lac Aluminé au sud, la Précordillère neuquine (Precordillera Neuquina) court du nord au sud. Son point le plus élevé est le Cerro Butalón (2 986 mètres) qui fait partie de son secteur central appelé Cordillera del Viento.

### Principaux sommets

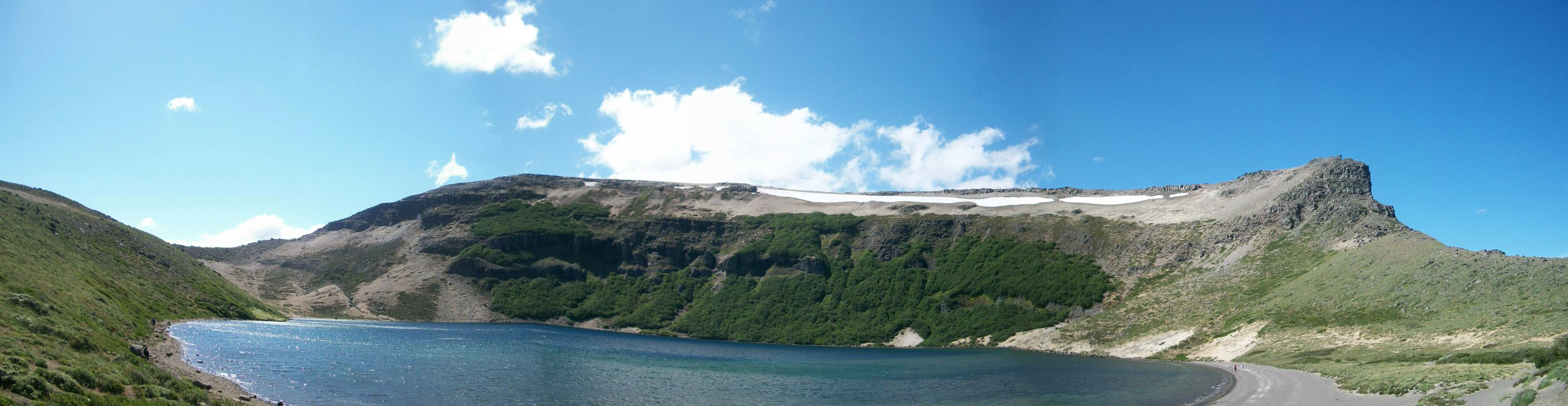
Le cratère du Volcan Batea Mahuida situé dix km au nord de Villa Pehuenia abrite un petit lac.

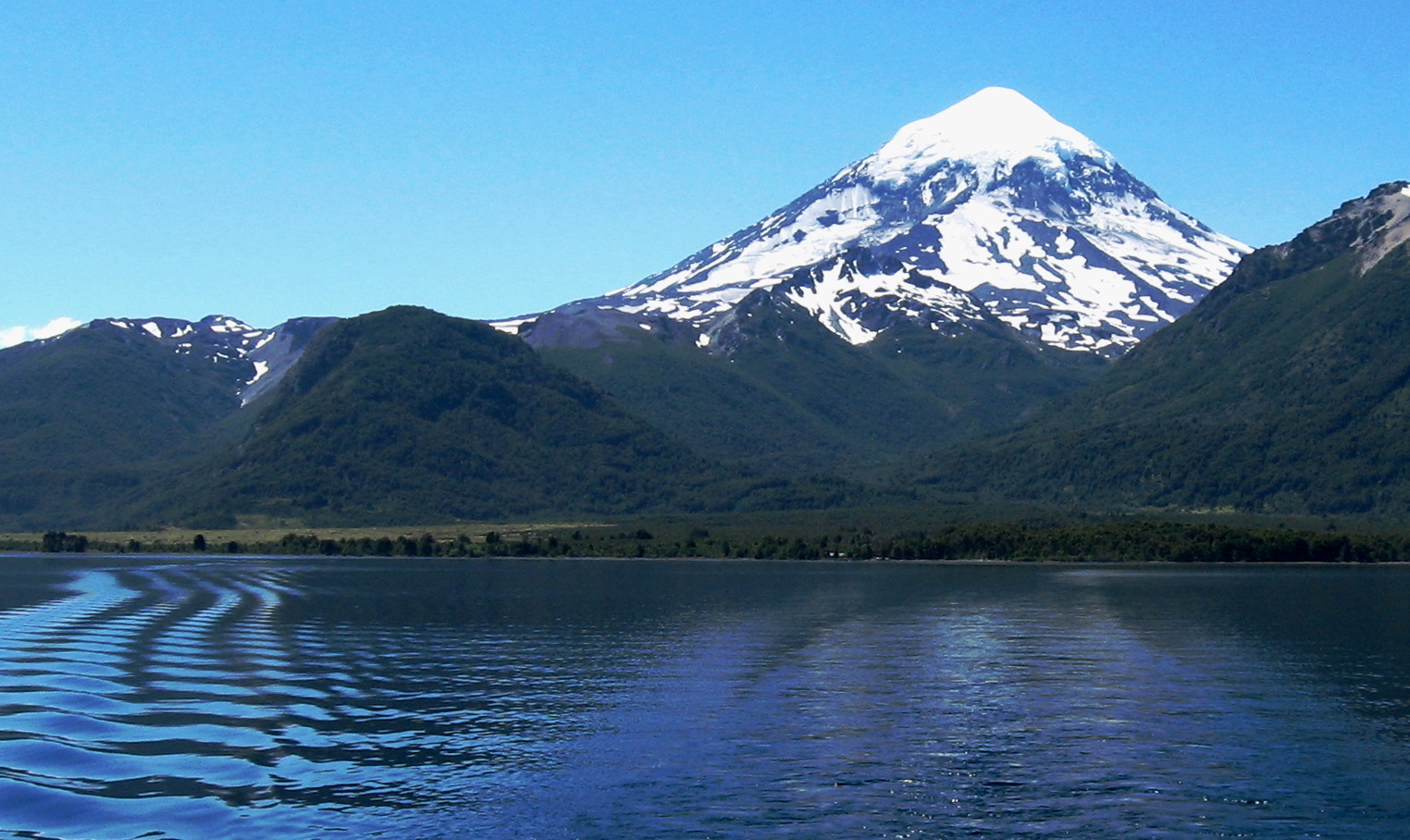
Le volcan Lanín vu depuis le lac Huechulafquen. Sa haute silhouette est devenue symbole de la province (3776 m).

Les principaux sommets montagneux :
- Volcan Domuyo (4 709 m)
- Volcan Tromen (3 978 m)
- Volcan Lanín (3 776 m)
- Volcan Copahue (2 997 m)
- Cerro Butalón (2 986 m)
- Cerro Azul (2 437 m)
- Cerro Chapelco (2 394 m)
- Volcán Huanquihue (2 260 m)
- Cerro Saihueque (2 193 m)
- Cerro Curruhué (2 130 m)
- Cerro Aseret (2 108 m)
- Cerro Los Ángeles (2 098 m)
- Alto Mahuida (2 052 m)
- Pic Traful (2 040 m)
- Cerro Colorado (1 778 m)
- Cerro Quimtriqueu (1 574 m)

### La région du plateau de Patagonie
À l'est des Andes s'étend la meseta (table) patagonique, entrecoupée de vallées fluviales liées aux rivières issues des Andes. Elle se caractérise par un relief échelonné, qui diminue d'ouest en est. Il existe cependant d'importantes zones d'effondrement tectonique, dont dans certains cas le fond est occupé par des salines (tels le bassin d'Añelo, le bajo de la Raya, le bajo de los Choiques). Dans d'autres creux, il y a des lagunes naturelles comme celle du parc national Laguna Blanca. Parfois, durant la seconde moitié XXe siècle, ces grandes dépressions ont été transformées par l'homme en grands lacs artificiels d'eau douce, tel le bassin Barreales transformé en retenue Cerros Colorados et le bassin d'El Chocón devenu lac de retenue Ezequiel Ramos Mexía. Il faut ajouter que sur sa plus grande partie, ce vaste territoire est à peine couvert d'une végétation de steppe sèche ou parfois arbustive.

#### Le Comahue

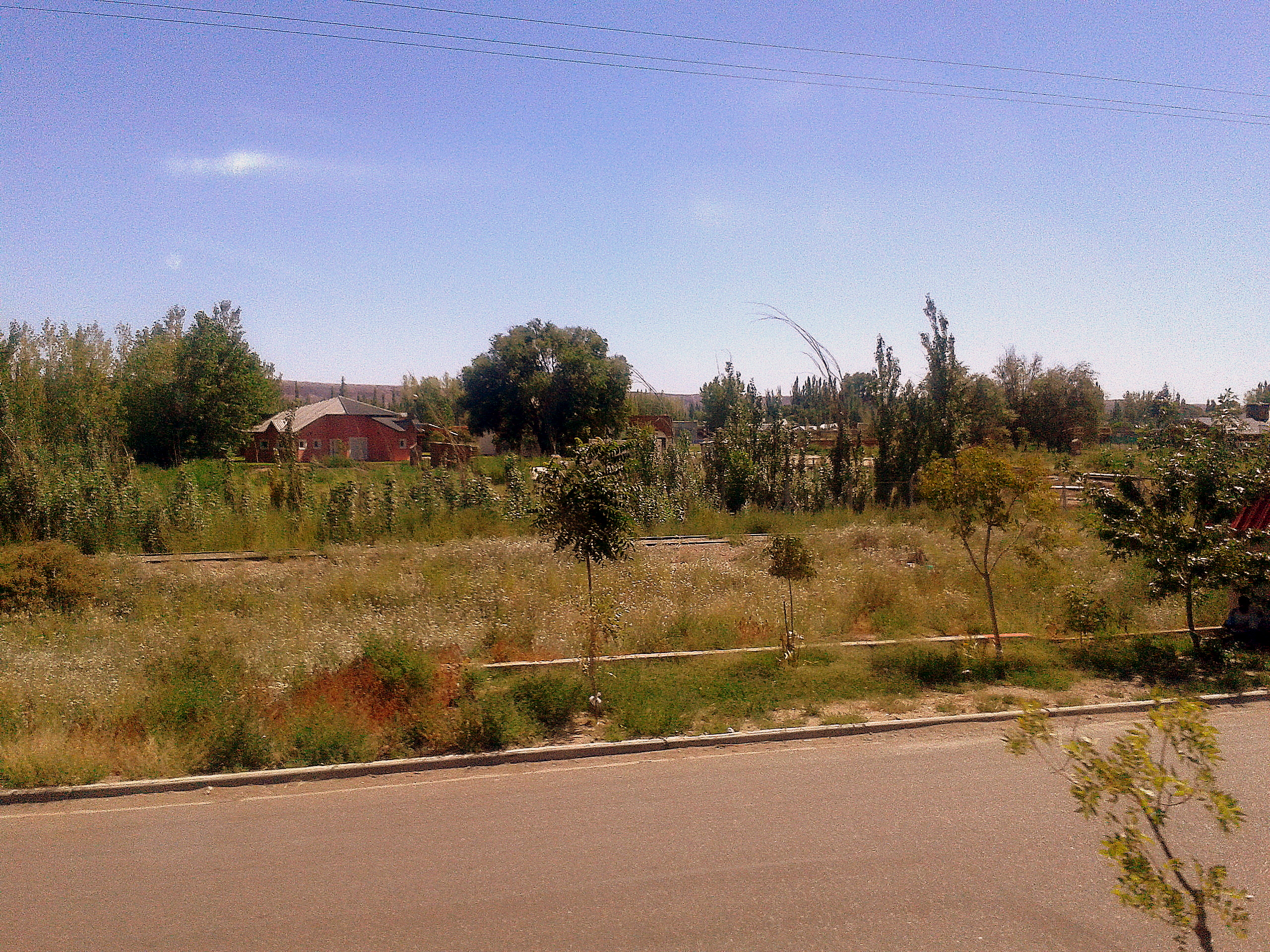
Paysage rural du Comahue, ici bien hydraté par le Río Limay, près de Plottier.

Le Comahue est une assez vaste région d'Argentine qui correspond au nord de la Patagonie argentine, et qui comprend l'essentiel des provinces de Neuquén et de Río Negro. Certains y incluent parfois le sud-est de la province de La Pampa, et la partie la plus australe de celle de Buenos Aires, celle du partido de Patagones. Climatiquement et écologiquement le Comahue a pour limite nord-est et est la région pampéenne (isohyète de 500 mm/an), limite de la zone de sécheresse du plateau de Patagonie
Il faut noter que, entre les pâturages de la pampa et les steppes arides du Comahue, il existe une écharpe de forêts xérophyles de transition couverte par les caldenals ou forêts de Caldéns).
Le centre névralgique du Comahue, se trouve à la confluence des abondants cours d'eau, les ríos Negro, Neuquén et Limay, zone riche et peuplée, connue sous le nom de Alto Valle del río Negro, dont la capitale est la ville de Neuquén, siège de l'Université nationale du Comahue.

## Ressources hydriques

Les bassins hydrographiques de la province de Neuquén

Dans la zone sud des Andes, au sud-ouest de la province, à proximité de la frontière chilienne, se trouvent des lacs transversaux, occupant le lit d'anciens glaciers.
Le bassin hydrographique principal de la province est celui du río Negro, avec ses affluents le río Limay et le río Neuquén. Son débit moyen est de l'ordre de 1 000 mètres cubes par seconde.
L'autre bassin important est celui du río Colorado, dont le débit moyen est de l'ordre de 150 mètres cubes par seconde.
Tous les cours d'eau du Neuquén ont un régime à double crue, en hiver (austral) et au printemps ; les crues sont causées par les pluies, plus abondantes en hiver, puis par la fonte des neiges au printemps.
Dans le secteur nord de la province se trouvent d'abondantes sources thermales et des
geysers, spécialement dans les zones du Domuyo (où l'on trouve aussi de nombreuses solfatares) et de Caviahue-Copahue.
Au sud-ouest de la province, une petite portion du territoire, centrée sur le lac Lácar, fait partie du bassin de l'Océan Pacifique, par l'intermédiaire du río Hua-hum.

## Voies d'accès

### Voies routières
La province est traversée à l'ouest par la route nationale 40 qui suit un trajet sud-nord, au pied des Andes, entre la région de San Carlos de Bariloche, et celle de Buta Ranquil, près de la province de Mendoza.
D'est en ouest la province est traversée par la route nationale 22, qui va de Bahia Blanca sur l'Atlantique à la ville de Neuquén, en longeant le fleuve río Negro tout au long de son cours moyen, et qui se termine à Zapala au niveau de la RN 40 précitée.

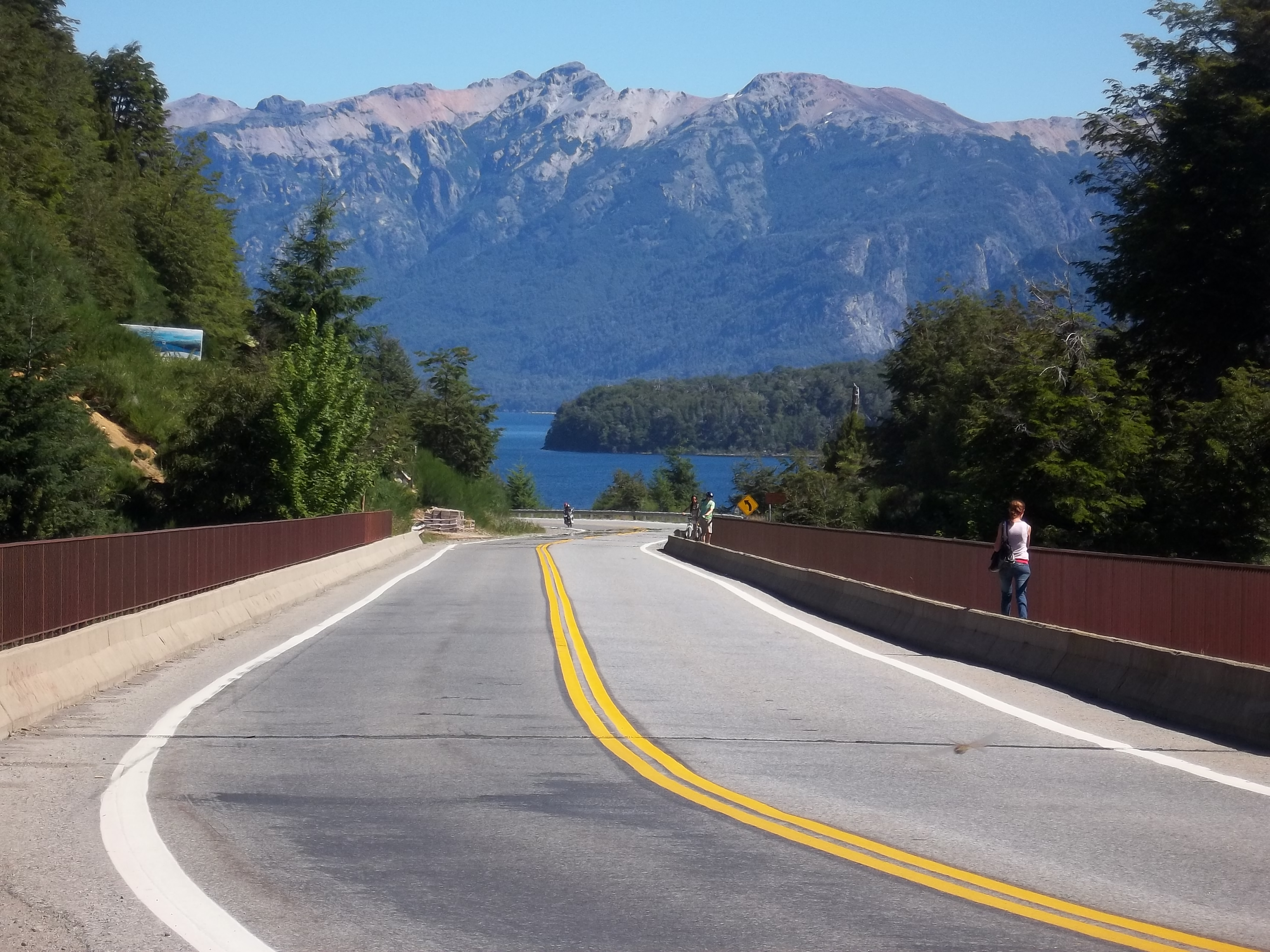
route nationale 231 : Pont sur le río Correntoso.

Depuis Neuquén jusqu'aux environs du Parc national Nahuel Huapi la route nationale 237 se déroule, et permet ainsi une liaison facile entre le grand centre touristique andin et la capitale Buenos Aires (via les RN 3, RN 22 puis RN 237).
Autre route fort importante : la route nationale 231 (totalement asphaltée), longue de 105 km. Elle traverse le sud-est de la province, en longeant la rive nord du lac Nahuel Huapi. Elle unit la route nationale 40 aux environs de Dina Huapi, avec le col andin passage Cardinal Antonio Samorè, à 1 314 mètres d'altitude, à la frontière chilienne. Au Chili, la route continue en tant que route CH-215, qui mène à la ville d'Osorno.

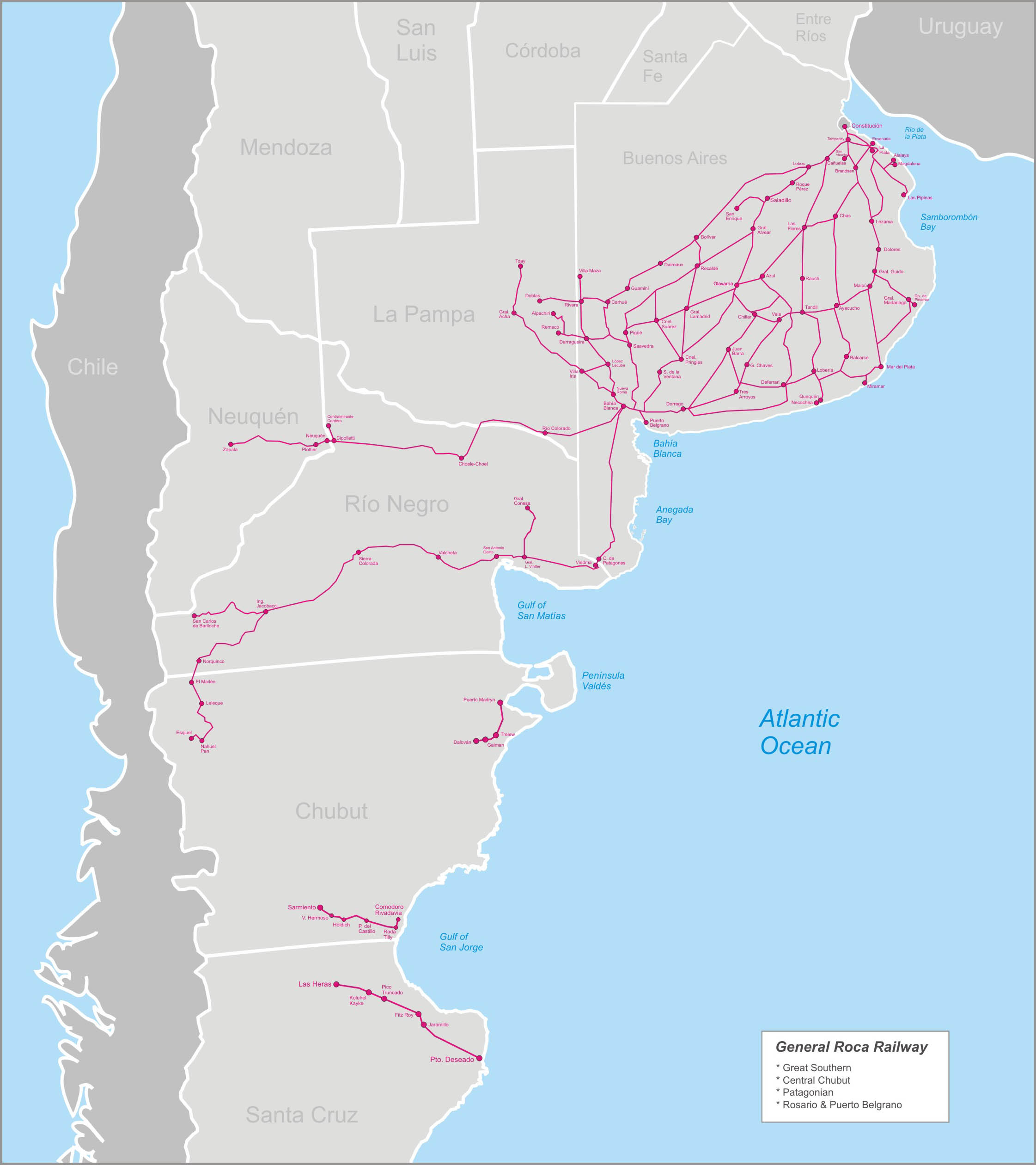
Réseau complet du chemin de fer Roca.

Il faut aussi mentionner la route nationale 242 qui par son parcours de 60 kilomètres, relie la route nationale 40 aux environs de la ville de Las Lajas au col andin Paso de Pino Hachado (es), à 1,864 mètres d'altitude, à la frontière chilienne. Dans ce pays, elle se prolonge en tant que route CH-181.

### Voie aérienne

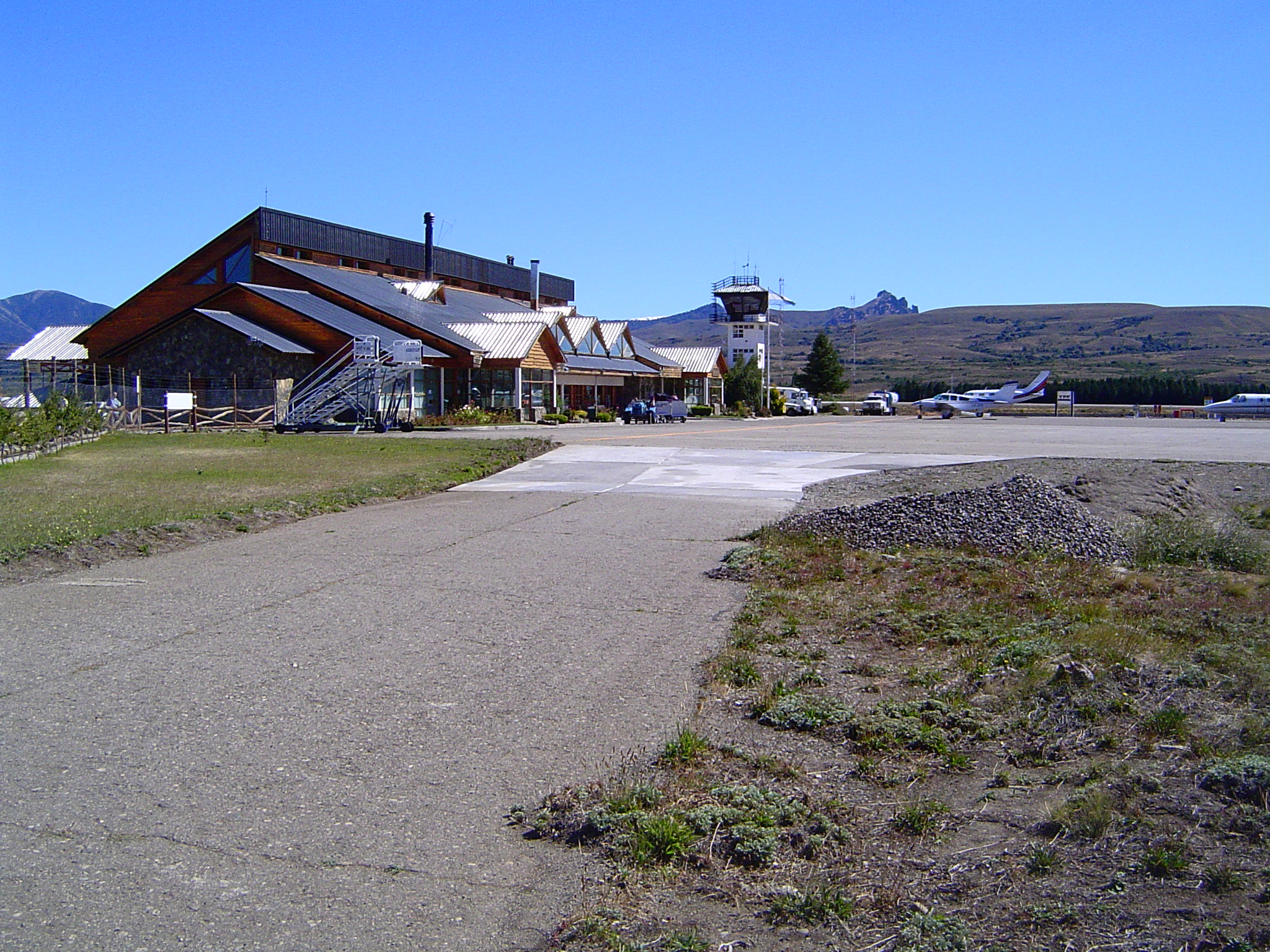
Vue de l'aéroport Chapelco.

Le principal aérodrome de la province est l’Aeropuerto Internacional Presidente Perón dans la ville de Neuquén. Il sert à la répartition de passagers et de charges vers le reste de la province.
Le second en importance est l'aéroport Aeropuerto Chapelco situé entre les villes de San Martín de los Andes et Junín de los Andes.

### Voie ferroviaire
Les chemins de fer sont fort peu étendus dans la province, comme d'ailleurs dans toute la Patagonie. On compte à peine 188 km de voie ferrée et une seule ligne. C'est une des branches du Chemin de fer General Roca qui va de Neuquén à Zapala. La ligne a comme opérateur la société Ferrosur en modalité de charge. Actuellement (2018) on travaille à l'extension de la ligne vers la localité de Las Lajas afin de construire un transandin.

## Villes principales

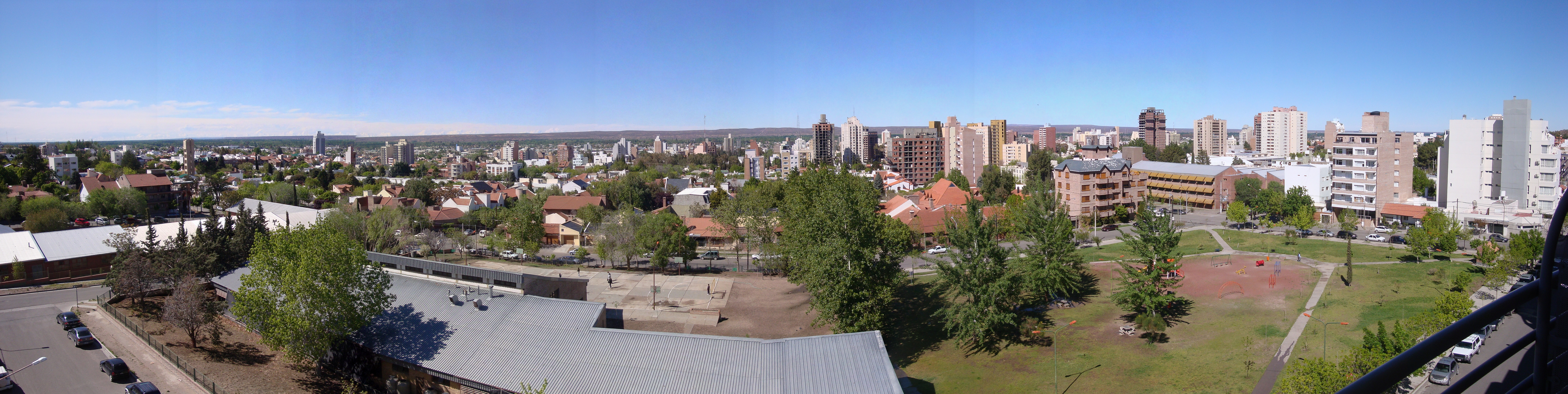
Panorama de la ville de Neuquén

Population au recensement de 2010 entre parenthèses :
- Neuquén (231 780) : ville-champignon, comme la plupart des grandes villes de Patagonie argentine. Son agglomération (y compris Plottier et Cipolletti, cette dernière située en province de Río Negro), se montait à 393 066 habitants en 2018, ceci lui conférant la première place en Patagonie. Cette place est cependant menacée par Comodoro Rivadavia, métropole du Chubut, fort bien située en bordure de l'océan. La ville est pauvre en curiosités dignes d'intérêt pour le touriste, mais est agrémentée grâce aux rives des deux grands cours d'eau qui la bordent.
- Cutral Có (36 162) : Ancienne capitale du pétrole argentin, la ville a beaucoup souffert de la politique de Carlos Menem de dérégulation-dénationalisation à tout crin des années 1990. Sa population n'a pas augmenté entre 1991 et 2001. Avec sa jumelle Plaza Huincul, elle reste cependant la deuxième agglomération de la province.
- Zapala (32 355) : terminus de la route nationale 22, cette ancienne ville minière (cimenteries) est devenue grâce au bon réseau routier un port sec. On y emploie la méthode multimodale : les marchandises arrivées par chemin de fer y sont déchargées puis embarquées dans des camions à destination du Chili, via le col Paso de Pino Hachado, distant de 140 kilomètres.
- Centenario (34 421) : est une cité-dortoir située à une quinzaine de kilomètres de Neuquén la capitale.
- Plottier (33 600) est une commune faisant partie du grand Neuquén.
- San Martín de los Andes (27 956) : édifiée sur la rive est du lac Lácar, dans un site presque enchanteur, l'un des plus beaux de Patagonie, San Martín de los Andes est le centre touristique principal de la province et l'un des principaux de toute la Patagonie argentine. On y accède par des routes bien revêtues et par un aéroport. Sa population croît rapidement.

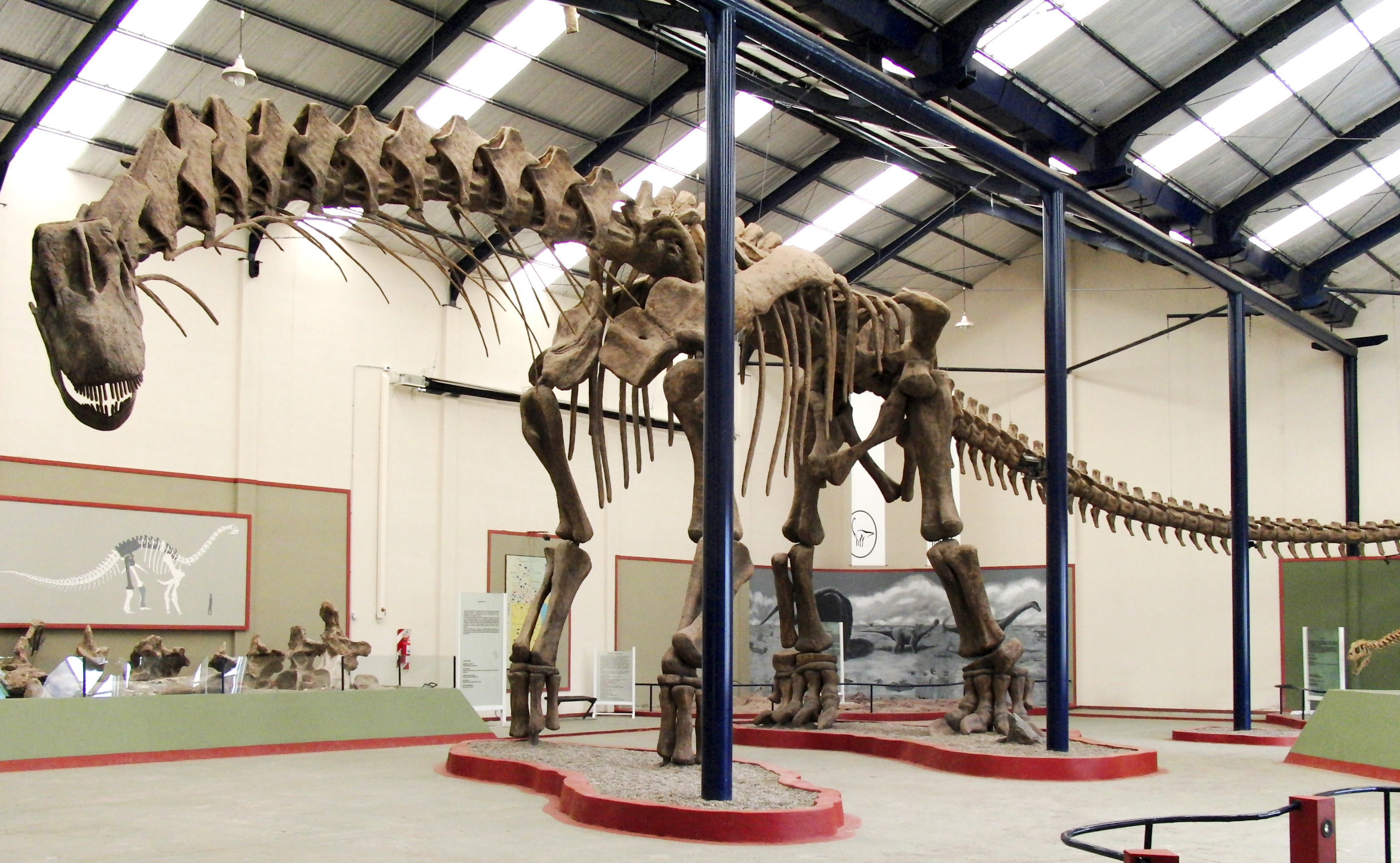
Reconstruction du squelette de l' Argentinosaurus, au Musée municipal Carmen Funes, de Plaza Huincul.

- Plaza Huincul (13 532) : la ville est économiquement aussi mal lotie que sa grande sœur Cutral Có dont elle partage l'agglomération. Son musée paléontologique est remarquable et contient des fossiles d'immense valeur scientifique, comme les restes de l'Anabisetia et surtout ceux de l' Argentinosaurus, considéré comme le dinosaure le plus grand du monde. Non loin (mais non visitable) se trouve le gisement paléontologique d'Auca Mahuevo (es) qui recèle d'énormes quantités de fossiles d'il y a 80 millions d'années (crétacé supérieur), y compris des embryons.
- Chos Malal (13 092) : ancienne capitale du Territorio del Neuquén jusqu'en 1904, la ville située sur les rives du río Neuquén est construite dans la zone de contact entre la végétation xérophile du plateau de Patagonie et les bois de conifères des Andes du nord de la province.
- Junín de los Andes (13 086) : la petite ville en croissance rapide est la capitale nationale de la truite. Dans ses environs se trouvent les meilleurs sites de pêche de la province, comme la Boca del Chimehuin, exutoire du grand lac Huechulafquen.
- Rincón de Los Sauces (19 398) : La ville connaît un développement extrêmement rapide. Fondée en 1970, à la suite de la découverte d'importants gisements de pétrole, elle a été déclarée capitale nationale de l'énergie, nonobstant le fait que Comodoro Rivadavia reste la capitale nationale du pétrole. En 19 ans (1991-2010), sa population s'est accrue de plus de 250 %.
- Villa La Angostura (11 063) : située au sein du parc national Nahuel Huapi, sur la rive nord du grand lac, la petite ville a vu l'effectif de sa population plus que doubler en 10 ans à la suite du grand boom touristique de la région et grâce à une immigration intense, venue aussi du Chili voisin.
- Senillosa (8 130)
- San Patricio del Chañar (7 457) : renommée pour ses vins, la ville est l'un des maillons de la Ruta del vino, manzanas y dinosaurios (Route du vin, des pommes et des dinosaures).
- Loncopué (5 010)
- Las Lajas (4 964)
- Aluminé (4 591) : la ville est un centre mapuche et amérindien important. Leurs produits artisanaux se trouvent dans la Casa de la Cultura (maison de la culture).
- Buta Ranquil (3 136) : Ancien chef-lieu du département de Pehuenches, aujourd'hui remplacée par Rincón de Los Sauces, la petite ville de Buta Ranquil, sise sur la mythique route nationale 40, vit au pied des 3 978 m de l'imposant volcan Tromen. Petite ville-champignon, sa population a plus que doublé en 10 ans (2000-2010)
- Villa Traful (417), petite localité située sur la rive sud du lac Traful, à une altitude de 979 m. La ville est internationalement connue pour être l'endroit où se trouve une forêt submergée dans le lac.

## Subdivisions
En 1915, le territoire a été divisé en 16 départements, en répondant à des préoccupations purement administratives et territoriales.
À leur tour les départements sont divisés en municipes.
Les 16 départements de la province (entre parenthèses leur chef-lieu) sont les suivants :
|  | Département    | Superficie (km2) | Pop. (2001) | Pop. (2010) | Chef-lieu               | Carte des départements |
|  | -------------- | ---------------- | ----------- | ----------- | ----------------------- | ---------------------- |
|  | Aluminé        | 11.655           | 6.308       | 8.156       | Aluminé                 |                        |
|  | Añelo          | 11.655           | 7.554       | 10.621      | Añelo                   |                        |
|  | Catán Lil      | 5.490            | 2.469       | 2.084       | Las Coloradas           |                        |
|  | Chos Malal     | 4.330            | 14.185      | 15.138      | Chos Malal              |                        |
|  | Collón Curá    | 4.330            | 4.395       | 4.530       | Piedra del Águila       |                        |
|  | Confluencia    | 7.352            | 314.793     | 361.840     | Neuquén                 |                        |
|  | Huilliches     | 4.012            | 12.700      | 14.891      | Junín de los Andes      |                        |
|  | Lácar          | 4.930            | 24.670      | 29.102      | San Martín de los Andes |                        |
|  | Loncopué       | 5.506            | 6.457       | 6.878       | Loncopué                |                        |
|  | Los Lagos      | 4.230            | 8.654       | 11.830      | Villa La Angostura      |                        |
|  | Minas          | 6.225            | 7.072       | 7.589       | Andacollo               |                        |
|  | Ñorquín        | 5.545            | 4.628       | 4.667       | El Huecú                |                        |
|  | Pehuenches     | 8.720            | 13.765      | 24.696      | Rincón de Los Sauces    |                        |
|  | Picún Leufú    | 4.580            | 4.272       | 4.530       | Picún Leufú             |                        |
|  | Picunches      | 5.913            | 6.427       | 7.001       | Las Lajas               |                        |
|  | Zapala         | 5.200            | 35.806      | 36.791      | Zapala                  |                        |
|  | Total province | 94 078           | 486 779     | 550 344     | Neuquén                 |                        |

D'après les données provisoires du recensement de 2010, la population totale de la province se montait ainsi à 550,344 habitants.

## La nouvelle Région Patagonique
Depuis 1996, la province de Neuquén fait partie d'un des quatre groupes de province de l'Argentine : la Région de Patagonie ou Région Patagonique (Región Patagónica )
Celle-ci fut créée par le traité signé à Santa Rosa le 26 juin 1996. Ses buts sont exprimés dans l'article 2 du traité. Il y est dit que la région aura comme objectif général la promotion du développement humain et le progrès économique et social, en renforçant les autonomies provinciales dans la disponibilité de leurs ressources et l'accroissement de leur potentiel productif.
Les provinces qui ont intégré la Région de Patagonie sont :
"La Pampa, Neuquén, Río Negro, Chubut, Santa Cruz et Terre de Feu, Antarctique et Îles de l'Atlantique Sud, y compris le sous-sol, la Mer Argentine adjacente et l'espace aérien correspondant".

## Climat
En général, le climat du Neuquén est de type continental, généralement frais, avec une saison tempérée, l'été. L'altitude moyenne élevée de la province est la responsable principale de cette fraîcheur. Le biome de la majeure partie de l'est de la province est le semi-désert, bien que les vallées des principaux cours d'eau offrent des zones irriguées très fertiles (dédiées le plus souvent à la culture des fruits : pommes, poires, vignes, etc).
Le secteur occidental andin de la province contraste fort avec le secteur oriental: une frange longitudinale, limitrophe des sommets de la cordillère des Andes est recouverte d'une forêt froide très humide antiboréale ; c'est la forêt froide dite « Valdivienne », du nom de la région de Valdivia, au Chili.

### Ville de Neuquén
Cependant, la température moyenne de La ville de Neuquén située à 270 mètres d'altitude, atteint 14,5 °C, ce qui va à l'encontre du mythe d'une Patagonie froide. En effet ce chiffre doit être comparé aux 10,8 °C de Paris, 10,5 °C de Genève, 10,4 °C de Bruxelles et 10,8 °C de Montréal, soient des températures bien plus basses. On peut alors comprendre que la ville et sa région bénéficient d'un climat tempéré chaud. En réalité le climat de la ville est comparable à celui de la ville française du midi, Avignon (moyenne annuelle de 14,7 °C) en moins bien arrosé bien sûr.

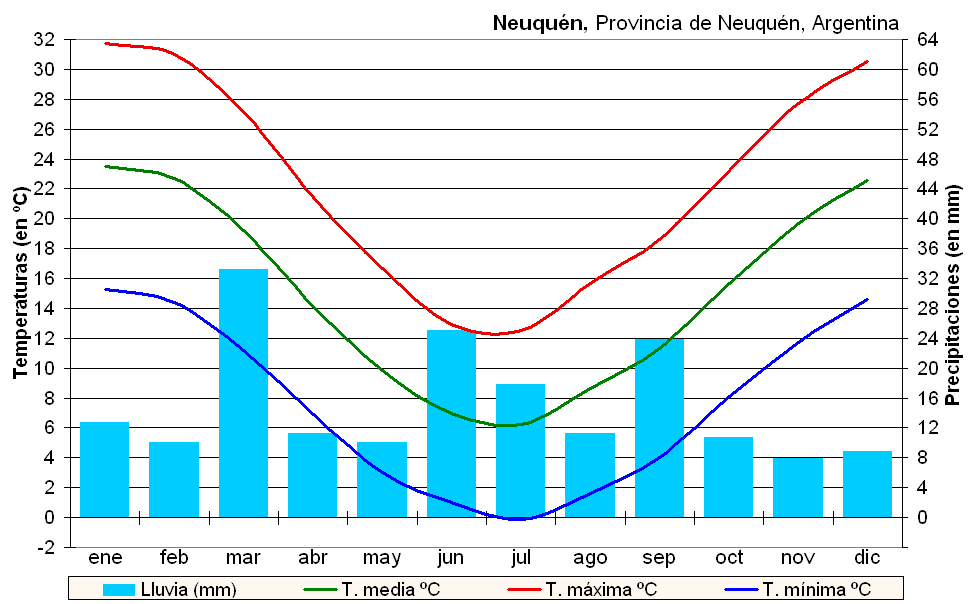
Climogramme de la ville de Neuquén

| Mois                     | jan. | fév. | mars | avril | mai  | juin | jui. | août | sep. | oct. | nov. | déc. | année |
| ------------------------ | ---- | ---- | ---- | ----- | ---- | ---- | ---- | ---- | ---- | ---- | ---- | ---- | ----- |
| Température moyenne (°C) | 23,3 | 22   | 18,2 | 13,3  | 9,2  | 6,1  | 5,6  | 8,1  | 11,2 | 15,3 | 19,3 | 22,2 | 14,5  |
| Précipitations (mm)      | 15,9 | 14,7 | 26,7 | 15,8  | 12,4 | 16,4 | 14,6 | 11,1 | 16,9 | 18,6 | 9,6  | 14,2 | 186,9 |

### Villa La Angostura
| Mois                              | jan. | fév. | mars | avril | mai | juin | jui. | août | sep. | oct. | nov. | déc. | année   |
| --------------------------------- | ---- | ---- | ---- | ----- | --- | ---- | ---- | ---- | ---- | ---- | ---- | ---- | ------- |
| Température minimale moyenne (°C) | 5,9  | 4,6  | 3,6  | 2,4   | 1,3 | −0,8 | −1,2 | −1,1 | −0,4 | 1,1  | 2,5  | 5    | 1,9     |
| Température moyenne (°C)          | 14,6 | 14   | 11,8 | 8,9   | 6   | 4,1  | 3,1  | 3,5  | 5,2  | 7,9  | 10,5 | 13   | 8,6     |
| Température maximale moyenne (°C) | 22,3 | 21,4 | 19   | 13,9  | 8,9 | 5,9  | 6,4  | 8,2  | 11,1 | 15   | 18,2 | 22,2 | 14,4    |
| Précipitations (mm)               | 81,7 | 82,3 | 80   | 168   | 434 | 297  | 263  | 213  | 172  | 121  | 91,1 | 81,1 | 2 084,2 |

### San Martín de los Andes
San Martín de los Andes est une superbe petite ville située 25 km au nord du parc Nahuel Huapi. C'est la porte d'entrée du parc national Lanín. Elle s'étend sur la rive orientale du lac Lácar à quelque 650 mètres d'altitude.
| Mois                     | jan. | fév. | mars | avril | mai | juin | jui. | août | sep. | oct. | nov. | déc. | année |
| ------------------------ | ---- | ---- | ---- | ----- | --- | ---- | ---- | ---- | ---- | ---- | ---- | ---- | ----- |
| Température moyenne (°C) | 15,8 | 15,4 | 13,2 | 9,8   | 7,1 | 4,7  | 4,3  | 4,8  | 6,5  | 9,5  | 12,2 | 14,6 | 9,8   |
| Précipitations (mm)      | 31   | 34   | 60   | 86    | 136 | 163  | 186  | 136  | 86   | 54   | 50   | 43   | 1 065 |

### Andacollo
À Andacollo, petite ville située à 1,018 mètres d'altitude, dans le nord de la province, au pied des Andes dites sèches, la situation climatique est la suivante :
| Mois                     | jan. | fév. | mars | avril | mai | juin | jui. | août | sep. | oct. | nov. | déc. | année |
| ------------------------ | ---- | ---- | ---- | ----- | --- | ---- | ---- | ---- | ---- | ---- | ---- | ---- | ----- |
| Température moyenne (°C) | 18,4 | 17,5 | 14,8 | 10,4  | 7,6 | 4,7  | 4,6  | 5,8  | 7,6  | 11,1 | 14,5 | 17,2 | 11,2  |
| Précipitations (mm)      | 16   | 14   | 18   | 35    | 109 | 116  | 103  | 84   | 45   | 32   | 23   | 17   | 612   |

### Chos Malal
Tout au nord de la province, non loin des Andes sèches, la ville de Chos Malal présente un climat typique du plateau patagonique, dont elle est la région extrême-nord. Les données climatiques y sont fort proches de celles relevées dans la capitale provinciale, Neuquén. Son altitude élevée (858 mètres) ne l'empêche pas de présenter une température moyenne nettement supérieure à celle de Paris. Mais les très faibles précipitations de la zone sont typiques d'un climat déjà semi-désertique.
On note que comme partout en Patagonie andine et préandine, la saison des pluies se présente en hiver, et que l'été y est synonyme de sécheresse.
| Mois                     | jan. | fév. | mars | avril | mai | juin | jui. | août | sep. | oct. | nov. | déc. | année |
| ------------------------ | ---- | ---- | ---- | ----- | --- | ---- | ---- | ---- | ---- | ---- | ---- | ---- | ----- |
| Température moyenne (°C) | 21,3 | 20,2 | 17,1 | 12,6  | 9,6 | 6,6  | 6,1  | 7,4  | 9,7  | 13,7 | 17,3 | 20   | 13,5  |
| Précipitations (mm)      | 11   | 5    | 8    | 18    | 52  | 47   | 40   | 39   | 15   | 14   | 7    | 7    | 263   |

Carte des types de climat de la province

On peut distinguer, dans la province, quatre régions climatiques principales qui déterminent des paysages différents :
Subhumide andin
Perhumide andin
Semi-aride de cordillère
Aride de steppe
À quoi certains ajoutent un cinquième climat : semi-aride de sierra de Patagonie

## Aires protégées
La province compte un large éventail de zones protégées dont quatre parcs nationaux, à savoir le Parc national Lanín (avec le volcan Lanín), le Parc national Nahuel Huapi, le Parc national Los Arrayanes et le Parc national Laguna Blanca. Il existe en outre différents parcs provinciaux et autres aires protégées.
Le Parc national Nahuel Huapi fait partie, avec les parcs nationaux Lanín, Los Arrayanes, Lago Puelo et Los Alerces, de la réserve de biosphère Andino Norpatagonica reconnue par l'Unesco en 2007.

### Réserve de biosphère Andino Norpatagonique

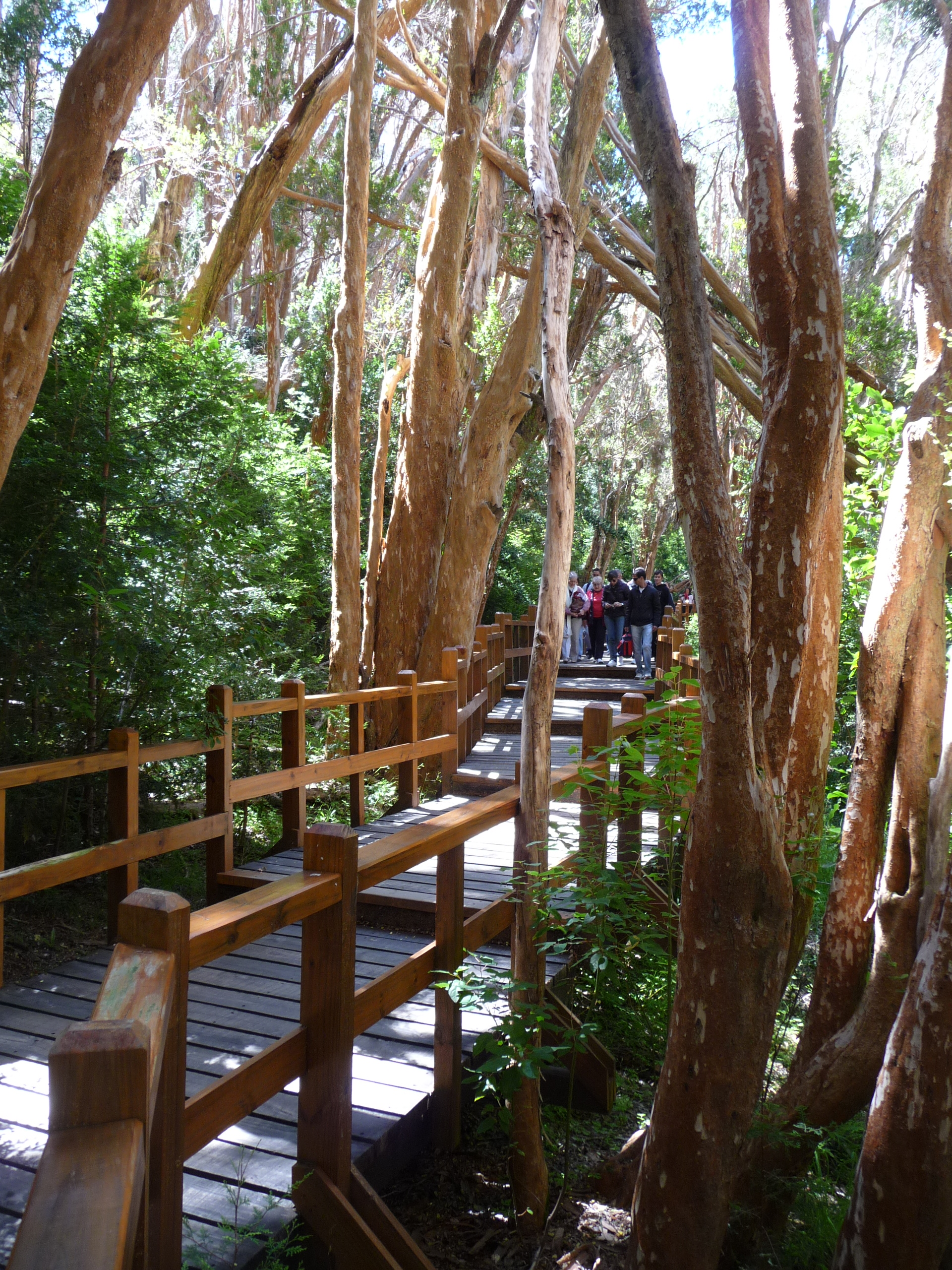
Sentier dans la forêt d'arrayans dans le parc national Los Arrayanes, dans la pr0vince de Neuquén.

Au total cette vaste réserve a une superficie de 2 266 942 hectares, soit 22,669 km2. Elle comprend les aires de cinq parcs nationaux, de dix réserves, parcs ou aires protégées de juridiction provinciale, et des terrains municipaux des localités d' Esquel, Trevelin, Cholila, Lago Puelo, El Hoyo, Epuyén, El Maitén et Leleque de la province de Chubut ; de Villa Mascardi, El Bolsón et Bariloche, El Manso, Mallín Ahogado et El Foyel de la province de Río Negro ; et d'Aluminé, Junín de los Andes, San Martín de los Andes, Villa Traful et Villa La Angostura de la province de Neuquén.
Superficies approximatives de chacune de ces aires :
- Parc national Lanín (Neuquén) 412 000 ha
- Parc national Nahuel Huapi (Neuquén et Río Negro) 750 000 ha
- Parc national Los Arrayanes (Neuquén) 1 753 ha
- Parc national Lago Puelo (Chubut) 27 674 ha
- Parc national Los Alerces (Chubut) 263 000 ha
- Paysage protégé Río Limay (Río Negro) 17 690 ha
- Área natural protegida Cipresal de las Guaitecas (es) (Río Negro) 150 ha
- Área natural protegida Río Azul - Lago Escondido (Río Negro) 80 000 ha
- Reserva provincial Arroyo Motoco (Chubut) 7 040 ha
- Parque provincial Cerro Pirque (Chubut) 770 ha
- Parque y reserva provincial Río Turbio (Chubut) 82 134 ha
- Réserve forestière Cerro Currumahuida (es) (Chubut) 3 250 ha
- Réserve forestière Lago Epuyén (es) (Chubut) 20 000 ha
- Área natural protegida Lago Baguilt (Chubut) 1 500 ha
- Reserva Baguilt, Río Hielo y Lago Huemul (Chubut) 32 400 ha

## Flore

### La forêt valdivienne
Dans les zones les plus arrosées du sud-ouest de la province, le long de la frontière chilienne, se développe la dense forêt valdivienne, laquelle prolonge celle du Chili. Elle est presque entièrement protégée grâce aux parcs nationaux Nahuel Huapi et Lanín. Les précipitations y atteignent jusqu'à 4 000 mm annuellement. La végétation y est exubérante et d'un vert intense.
La flore qui s'y développe est composée de diverses espèces : comme le cyprès de las Guaitecas (Pilgerodendron uviferum), le nogal sylvestre ou fuinque (Lomatia hirsuta), le mañío mâle (Podocarpus nubigenus), et le mañío femelle (Saxegothaea conspicua). On trouve également d'autres conifères comme le lahuán ou alerce ou « cyprès de Patagonie » (Fitzroya cupressoides). On y voit des alerces géants, l'espèce pouvant vivre jusqu'à 4 000 années. Nombreuses sont aussi les cannes de colihue (Chusquea culeou) et les lianes, ce qui peut rendre impénétrable le sous-bois de certaines zones. Dans les clairières se développe le nalca (Gunnera tinctoria), dont les feuilles d'un vert profond peuvent atteindre 1,5 mètre de diamètre. On trouve aussi des fleurs de fortes couleurs dont le fuchsia de Magellan (Fuchsia magellanica).

### La forêt andino-patagonique
À l'est de la forêt valdivienne s'étend la zone dite de la forêt andino-patagonique ou forêt de transition entre la forêt valdivienne et la steppe patagonique. Elle forme une écharpe de plus ou moins 15 km de large d'est en ouest. Le régime des précipitations y oscille entre 600 et 1 200 mm par an, principalement entre avril et août. Ce type forêt comporte une grande variété d'arbres, surtout des conifères et des nothofagaceae.
On y trouve le lipain (Austrocedrus chilensis) ou « cyprès de la cordillère », le radal (Lomatia hirsuta), le ñire (Nothofagus antarctica) et le maitén (Maytenus boaria). L'espèce emblématique est le cyprès : le pehuén (ou Araucaria araucana, emblème de la province). On y trouve aussi le raulí (Nothofagus alpina), le lahuán ou « alerce patagónico » (Fitzroya cupressoides), le laurel (Laurelia sempervirens), le roble pellín (Nothofagus obliqua) et le nogal sylvestre ou fuinque (Lomatia hirsuta).
Au-delà de 1 000 mètres d'altitude, on trouve des bosquets de lengas (Nothofagus pumilio) et de ñires (Nothofagus antarctica). Le sous-bois est composé d'arbustes comme le taique (Desfontainia) et la chaura (Pernettya). On peut aussi voir la Mutisia aux fleurs orangées, le notro (Embothrium coccineum) aux fleurs d'un rouge intense, la rosa mosqueta (espèce étrangère bien acclimatée ici), l'espino negro (Rhamnus lycioides), le pañil (Buddleja globosa), ainsi que le michay (Berberis darwinii), le berbéris à feuilles de buis ou calafate, plante emblématique de la Patagonie également, et le chacay (es) (Discaria trinervis).
Citons encore l'amancay ou lys des incas avec ses belles fleurs orangées.
Dans les zones les mieux arrosées les cyprès cèdent le pas aux majestueux coihues (Nothofagus dombeyi). Dans les clairières poussent le topa topa (Calceolaria uniflora), la botellita (es) (Ourisia ruelloides) et le chilco (Fuchsia magellanica).
À proximité des lacs, on peut rencontrer des arrayáns (Luma apiculata). Ceux-ci sont particulièrement nombreux et bien protégés au sein du parc national Los Arrayanes.
Dans cette forêt, il existe de nombreuses variétés de fougères, de mousses, de lichens comme la barbe de Jupiter et de champignons (comme les morilles et le « llao llao »). Ce dernier est en fait une tumeur qui se développe sur certaines nothofagacées, comme le coihué (Nothofagus antarctica) et le lenga (Nothofagus dombeyi), maladie produite par le champignon Cyttaria hariotii. De longue date, les Amérindiens ont cueilli ces excroissances et tiré du llao llao une boisson alcoolisée.

### La steppe de Patagonie
La steppe de Patagonie se retrouve là où l'altitude tombe sous les 900 mètres, à l'est de la région andine. Le relief est alors tabulaire (plateaux ou mesetas), interrompu par des serranias ou petites chaînes montagneuses peu élevées. La flore de cette zone est adaptée à un niveau de précipitations médiocre ou franchement faible (moins de 600 mm annuellement, tombant sous les 200 mm à l'est et au sud-est de la province), au vent fort et continuel qui souffle depuis la Cordillère des Andes, et — en règle générale — à des sols pauvres, rocailleux, à faible teneur en matières organiques. Dans ce vaste semi-désert, il existe un certain réseau hydrographique comportant des rivières et des ruisseaux, certains tributaires de l'Atlantique, d'autres apportant leurs eaux à des petits bassins endoréiques centrés sur des lagunes et des cuvettes fermées.
Dans les zones montagneuses comportant des vallées, on observe des petits bosquets de cyprès de la cordillère (lipain), ainsi que des petits écosystèmes humides ou des terrains marécageux où l'on peut voir le michay (Berberis darwinii), le calafate (Berbéris à feuilles de buis), et le maitén (Maytenus boaria).
Las zones les plus découvertes se caractérisent par des pâturages durs, des coiróns (festuca gracillima) et des arbustes épineux à feuilles très petites comme le neneo (mulinum spinosum), le chuquiraga, l'adesmia et l'ephedra, tous capables de survivre dans des conditions semi-désertiques, à basse température et sous des vents importants constants.

## Faune

### Mammifères autochtones

#### Mammifères de la zone andine
Historiquement, le jaguar vivait sur le territoire de la province. Le nom du parc national Nahuel Huapi en témoigne : il reçut en effet son nom à partir de celui de ce grand félin, appelé nawel en mapudungun. Dans les années 1930, le jaguar fut exterminé.
Parmi les mammifères, on trouve dans la région andine couverte de forêts le huemul, qui est un cervidé robuste et bon nageur. Un autre cervidé qui partage les mêmes régions est le pudu puda (ou poudou), cerf le plus petit du monde. Un adulte ne pèse que péniblement 10 kg avec une taille de 40 cm.
Autres espèces rares en ces régions humides : le chat de Geoffroy ainsi que le Guigna (Leopardus guigna) plus connu sous le nom de Kodkod ou Chat du Chili.
Le colocolo (monito del monte) est un mammifère marsupial très rare, véritable fossile vivant. L'opossum de Patagonie (comadrejita patagónica) est aussi un marsupial ; il apprécie les endroits froids et secs.
Le renard de Magellan habite dans les bois caducifoliés et dans la steppe. Il ressemble beaucoup au renard roux. Autre canidé de la province, le renard gris d'Argentine ne pèse guère plus de 4 kg et se retrouve partout en Patagonie.
Le tucu tucu de Patagonie est un petit rongeur qui vit dans des petits terriers. Dans les endroits isolés de la région des lacs de la province, dans des zones de végétation épaisse, vit le huillín, rare espèce de loutre, nageur habile pourvu de membranes interdigitales au niveau des pattes.

#### Mammifères de la zone steppique
Dans la région des steppes, on peut voir des groupes de guanacos, camélidé très agile ; il est le mammifère autochtone le plus grand de la province, arrivant jusqu'à 1,10 m de hauteur. Le puma est devenu le félin dominant de la région. Son habitat principal est la steppe où il est le prédateur du guanaco. Toujours dans la steppe, on rencontre des colonies de chinchillas (ardilla patagónica), un rongeur qui habite des zones rocheuses à végétation rare. On trouve aussi des nandous et des maras ou lièvres de Patagonie.

### Oiseaux autochtones

#### Oiseaux de la zone andine
L'animal le plus clairement associé avec la zone andine est le condor des Andes, dont l'envergure peut atteindre 3,3 mètres. Il niche dans les rochers inaccessibles des sommets des massifs montagneux (3 à 5 000 m). On affirme l'avoir également aperçu dans des zones rocheuses isolées de la steppe.

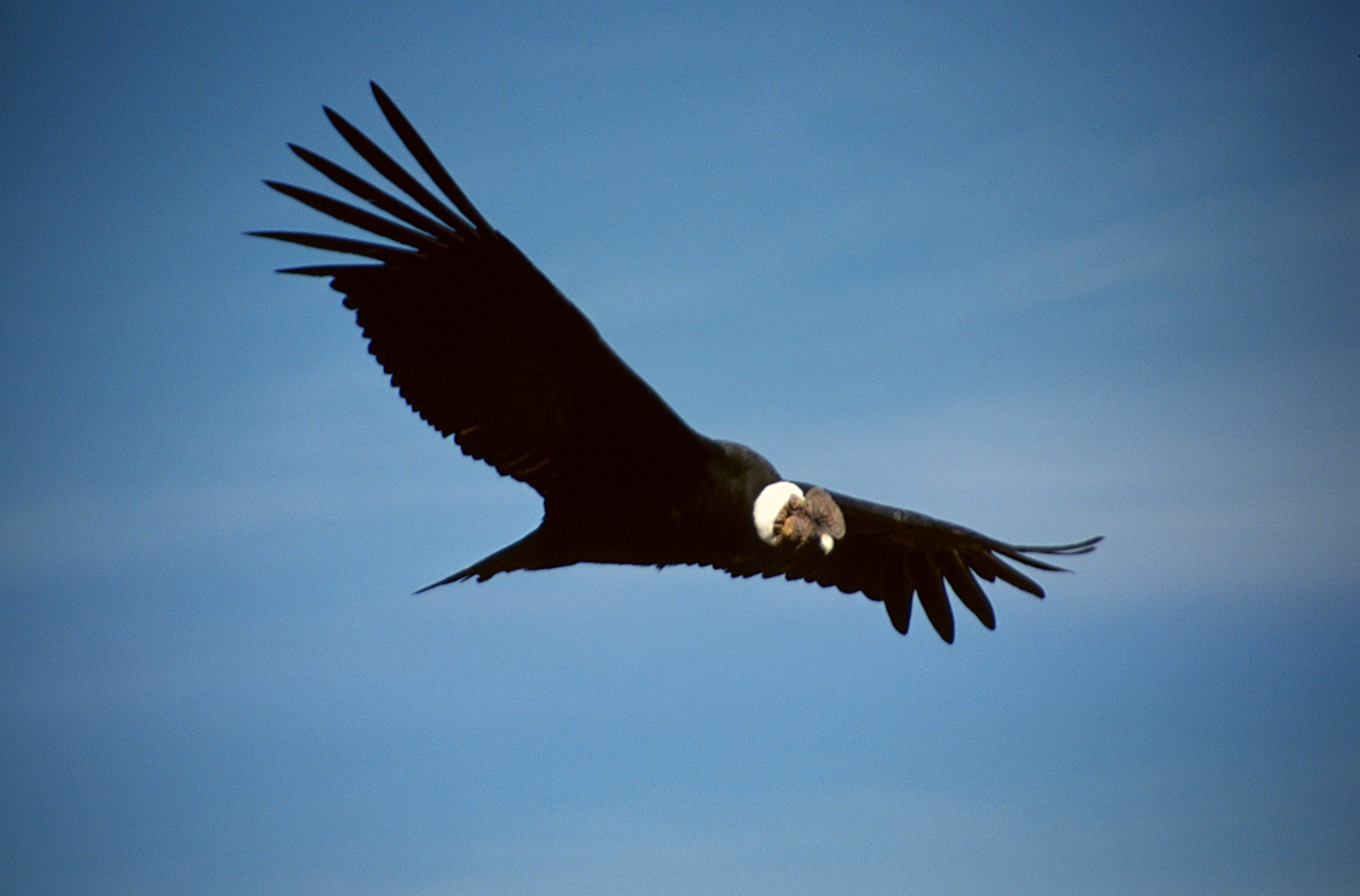
Le condor des Andes.

L'avifaune de la province est très variée. On y trouve l'ibis mandore, le vanneau téro et des ouettes (de Magellan et des Andes) qui peuplent les zones humides basses et inondables - appelées mallines en Patagonie - et les endroits humides et découverts, cependant que dans les forêts du sud-ouest de la province, on peut voir des pics de Magellan, oiseaux charpentiers au corps noir et à la tête rouge, des merles austraux et des colibris. Le tourco rougegorge ou chucao quant à lui, vit dans les sous-bois, et se déplace par petits sauts.
Dans les escarpements inaccessibles des Andes humides vivent des cormorans, ce qui peut paraître étrange, cet oiseau fréquentant habituellement des milieux marins. Les lacs sont aussi fréquentés par les goélands dominicains (gaviota cocinera), qui ont l'habitude de suivre les embarcations touristiques qui parcourent les lacs.
Dans les endroits retirés on peut observer parfois un martin-pêcheur attendant patiemment son repas. Dans les endroits dégagés et plus élevés des Andes vivent notamment l'urubu noir, le busard bariolé et le busard de Buffon.
Dans les vallées du sud, humides et souvent marécageuses (río Collón Curá et affluents), on peut voir le brassemer de Patagonie (Tachyeres patachonicus), différentes espèces de canards, dont la sarcelle cannelle (Anas cyanoptera), la nette demi-deuil (Netta peposaca) et le rare canard à lunettes (Speculanas specularis). Parmi les espèces limicoles, on peut rencontrer le pluvier de d'Azara (Charadrius collaris) et le bécasseau à poitrine cendrée (Calidris melanotos), tandis que danc les roseaux, on trouve le carouge galonné (Agelaius thilius) et la doradite babillarde (Pseudocolopteryx flaviventris). Notons la présence du râle austral (Rallus antarcticus), du nandou (Rhea pennata), du phrygile charbonnier (Phrygilus carbonarius), du cacholote à gorge blanche (cacholote pardo) (Pseudoseisura gutturalis (es)) et du merle chiguanco (Turdus chiguanco).
Au sein du Parc national Nahuel Huapi, on peut observer notamment le caracara montagnard (Phalcoboenus megalopterus), la conure magellanique (Enicognathus ferrugineus), le colibri à flancs blancs (Oreotrochilus leucopleurus), le pic bûcheron (Picoides lignarius), l'upucerthie des buissons (Upucerthia dumetaria), le cinclode brun (Cinclodes fuscus), le cinclode d'Oustalet (Cinclodes oustaleti), le synallaxe de Des Murs (Sylviorthorhynchus desmursii), le synallaxe rayadito (Aphrastura spinicauda), le mérulaxe des Andes (Scytalopus magellanicus), la picotelle à gorge blanche (Pygarrhichas albogularis), le tourco huet-huet (Pteroptochos tarnii), le tourco rougegorge (Scelorchilus rubecula), l'élénie à cimier blanc (Elaenia albiceps), le peutrén ou viudita (Ochthoeca parvirostris ou Colorhamphus parvirostris), le dormilon à sourcils blancs (Muscisaxicola albilora), le rara à queue rousse (Phytotoma rara), le phrygile à tête grise (Phrygilus gayi), le phrygile petit-deuil (Phrygilus fruticeti), le phrygile gris-de-plomb (Phrygilus unicolor) entre autres.

#### Oiseaux de la région du plateau de Patagonie
Les lagunes de la steppe de Patagonie hébergent elles aussi une avifaune variée et intéressante : canard de Chiloé, cygne à cou noir, grèbe aux belles joues, érismature ornée, ouette de Magellan, canard spatule, foulque à jarretières et d'autres espèces encore.

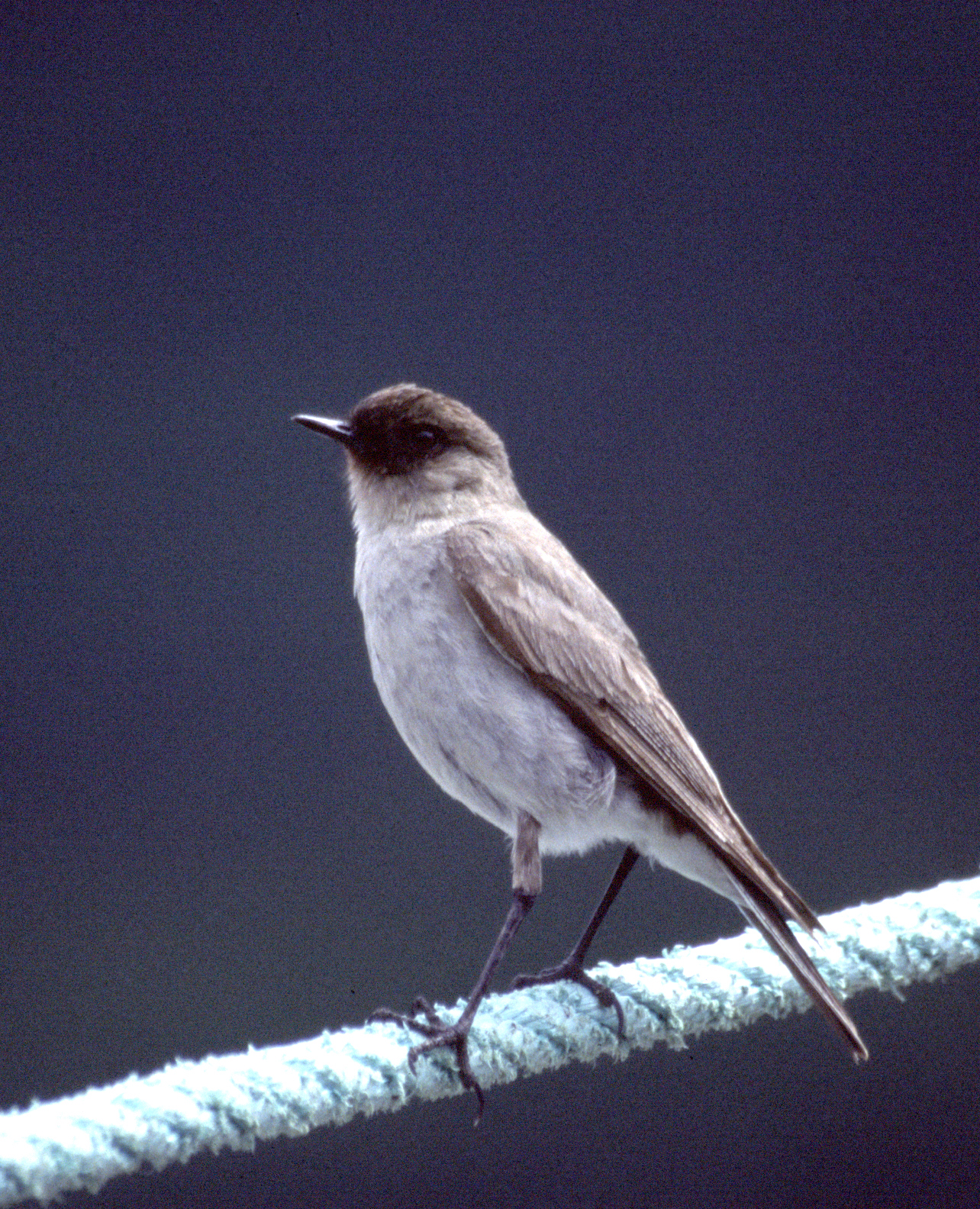
Dormilon bistré (Muscisaxicola maclovianus).

Le parc national Laguna Blanca héberge une avifaune importante et notamment le nandou de Darwin (Rhea pennata), l'ouette de Magellan (Chloephaga picta), l'ouette à tête grise (Chloephaga poliocephala), l'ouette à tête rousse (Chloephaga rubidiceps), le Busard bariolé (Circus cinereus), le Pluvier de d'Urville (Charadrius modestus), le Tinamou élégant (Eudromia elegans), la buse aguia (Geranoaetus melanoleucus), l'Attagis de Magellan (Attagis malouinus), le Thinocore de Patagonie (Thinocorus rumicivorus), le Conure de Patagonie (Cyanoliseus patagonus), la Géositte à bec court (Geositta antarctica), la Géositte mineuse (Geositta cunicularia), l'Upucerthie des buissons (Upucerthia dumetaria), le synallaxe de Patagonie (Asthenes patagonica), le Synallaxe vannier (Asthenes pyrrholeuca), l'Annumbi rougequeue (Ochetorhynchus phoenicurus), la cacholote à gorge blanche (Pseudoseisura gutturalis (es)), le Pépoaza à ventre rougeâtre (Neoxolmis rufiventris), la monjita castaña (Neoxolmis rubetra), le gaucho souris (Agriornis murinus), le Dormilon à ventre roux (Muscisaxicola capistratus), le dormilon à nuque jaune (Muscisaxicola flavinucha), la dormilon bistré (Muscisaxicola maclovianus), le Phrygile à tête grise (Phrygilus gayi), le Phrygile petit-deuil (Phrygilus fruticeti), le Sicale des savanes (Sicalis luteola), le condor des Andes (Vultur gryphus), l'Attagis de Gay (Attagis gayi), la Colombe à ailes noires (Metriopelia melanoptera), la Conure magellanique (Enicognathus ferrugineus), le Colibri à flancs blancs (Oreotrochilus leucopleurus), la Géositte isabelle (Geositta isabellina), l'Upucerthie à bec droit (Ochetorhynchus ruficaudus), le Cinclode brun (Cinclodes fuscus), le Cinclode d'Oustalet (Cinclodes oustaleti), le Synallaxe des rocailles (Asthenes modesta), l'Élénie à cimier blanc (Elaenia albiceps), le dormilon à sourcils blancs(Muscisaxicola albilora), le dormilon à front noir (Muscisaxicola frontalis).

### Reptiles
Parmi les ophidiens, il faut citer la vipère araucane (Tachymenis chilensis), la yarará ñata (Bothrops ammodytoides), le faux serpent-corail ñata (Xenodon semicinctus), le faux corail ocelada (Oxyrhopus rhombifer), la yarará ñata (Bothrops ammodytoides), la yarará chica (Bothrops diporus), la Yarará grande (Bothrops alternatus), la culebra campera o ratonera (Philodryas patagoniensis), la vipère arenera ou rayada (Philodryas psammophidea) et la clelia obscure (Clelia clelia).

### Amphibiens
On trouve aussi des amphibiens dans la province. Citons les grenouilles Leptodactylus mystacinus et Leptodactylus latrans (cette dernière dans la partie orinbtale de la province), ainsi que le crapaud Rhinella arenarum. Dans le sud-ouest de la province, au sein du Parc national Nahuel Huapi on observe notamment les grenouilles Rhinoderma darwinii et Atelognathus nitoi.
Dans la zone du parc national Laguna Blanca, on relève la présence des crapauds (Rhinella arenarum) et (Rhinella spinulosa). On y rencontre également les grenouilles Pleurodema bufonina, Pleurodema thaul, Atelognathus patagonicus et Atelognathus praebasalticus. Enfin on retrouve l' Eupsophus emiliopugini dans les forêts de Nothofagus, au sud-ouest de la province.

### Ichtyofaune

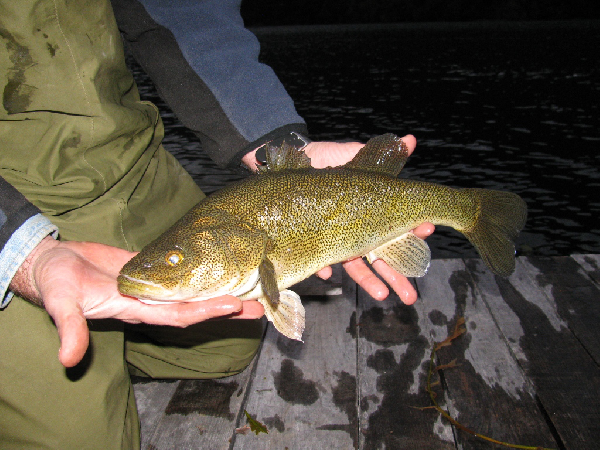
Truite créole Percichthys trucha

La faune ichtycole native est surtout formée par la perca de boca chica ou truite créole (Percichthys trucha (es)), des petits poissons-chat de ruisseau, le pejerrey de Patagonie (Odontesthes microlepidotus), le puyén chico (Galaxias maculatus), le puyén grande (Galaxias platei), la peladilla (Aplochiton taeniatus), la peladilla listada (Aplochiton zebra (es)), l'otuno ou bagre aterciopelado (Olivaichthys viedmensis), le bagre de torrente (Silvinichthys leoncitensis), la perca bocona (Percichthys colhuapiensis), la perquita espinuda.

### Animaux allochtones
Dans un but cynégétique, depuis le début du XXe siècle, on a introduit dans la zone des forêts des exemplaires de la grande faune holarctique. Ceux-ci se sont parfaitement adaptés. Il s'agit avant tout du sanglier, du cerf élaphe, du cerf axis et du daim.

## Démographie
Depuis 1895, la population de la province a évolué comme suit :
|                     | 1895      | 1914      | 1947       | 1960       | 1970       | 1980       | 1991       | 2001       | 2010       |
| ------------------- | --------- | --------- | ---------- | ---------- | ---------- | ---------- | ---------- | ---------- | ---------- |
| Province de Neuquén | 14 517    | 28 866    | 86 936     | 109 890    | 154 470    | 243 850    | 388 833    | 486 779    | 551 266    |
| Total Argentine     | 4 044 911 | 7 903 662 | 15 893 811 | 20 013 793 | 23 364 431 | 27 949 480 | 32 615 528 | 37 156 195 | 40 117 096 |

D'après l'INDEC (Institut argentin des statistiques et des recensements), en 2003, la population de la province était estimée à 525 355 habitants.
La croissance démographique a été très élevée tout au long du XXe siècle. En 1895, il n'y avait que 14 517 habitants recensés qui peuplaient ce territoire, grand comme trois fois la Belgique. Les aborigènes non soumis (Indios Bravos) n'étaient cependant pas inclus dans ce chiffre, mais ceux-ci avaient été presque exterminés ou déportés lors de la récente conquête du Désert, et n'étaient plus très nombreux (ils étaient estimés à seulement 30 000 pour toute l'Argentine), Mapuches essentiellement.
Plus récemment, on remarque que la population de la province a plus que triplé depuis le début des années 1970, résultat notamment d'une importante immigration. La province affiche ainsi un rythme d'accroissement très supérieur à la moyenne du pays.
Enfin, la natalité relativement forte observée dans la province (10 057 naissances en 2000, et 10 138 en 2004, soit un taux de 19,8 pour mille) laisse entrevoir une poursuite de la forte hausse démographique dans les prochaines décennies.
Les projections de population effectuées en 2001 par l'INDEC prévoyaient une population se montant à 608 090 habitants en 2015, soit un accroissement de plus ou moins 10 000 personnes annuellement. La province aurait donc continué ainsi sa progression à un rythme de l'ordre de 1,8 % annuellement,.

### Évolution prévue jusqu'en 2040
Les prévisions suivantes de l'INDEC (à la suite du recensement de 2010) concernant les prochaines décennies prévoient pour 2040 une population provinciale de 807,482 habitants, pour une population totale du pays de 52 778,477 personnes la même année. On prévoit donc un accroissement de la population provinciale de l'ordre de plus de 46 %, soit bien plus que l'accroissement total argentin qui ne serait que de quelque 31 % en trente ans.
Résumé de l'évolution du chiffre de la population, selon les prévisions de l'INDEC, concernant les prochaines décennies jusque 2040 :
|                     | 2001       | 2010       | 2020       | 2030       | 2040       |
| ------------------- | ---------- | ---------- | ---------- | ---------- | ---------- |
| Province de Neuquén | 486 779    | 551 266    | 664.057    | 742.015    | 807.482    |
| Total Argentine     | 36.260.130 | 40.091.359 | 45.376.763 | 49.407.265 | 52.778.477 |

### Les Mapuches
Le recensement de 2010 en Argentine a révélé l'existence de 205 009 personnes qui se reconnaissaient en tant que mapuches dans l'ensemble du pays, dont 39 869 en province de Río Negro, 39 634 dans celle de Neuquén, 64 553 dans la province et la ville de Buenos Aires, 31 771 dans la province de Chubut, 6 132 dans la province de Mendoza
. Les Mapuches constitueraient donc plus de 7 % de la population provinciale, chiffre assez élevé si l'on considère la forte émigration vers la région de Buenos Aires, et l'important métissage qui se termine souvent par l'assimilation et l'hispanisation complètes.

## Économie

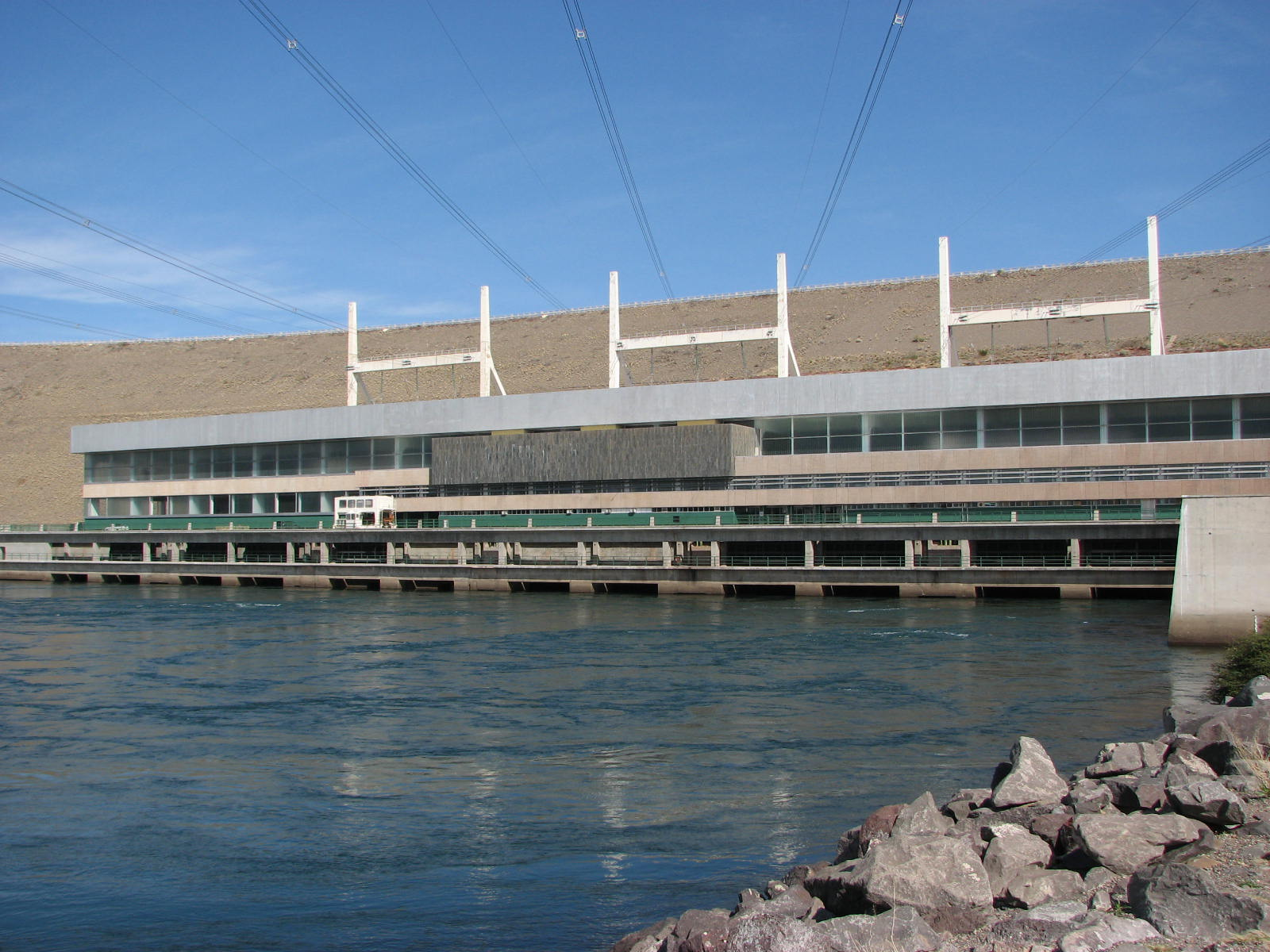
La province joue un rôle central dans l'approvisionnement du pays en énergie - Ici la centrale hydroélectrique d'El Chocón sur le río Limay.

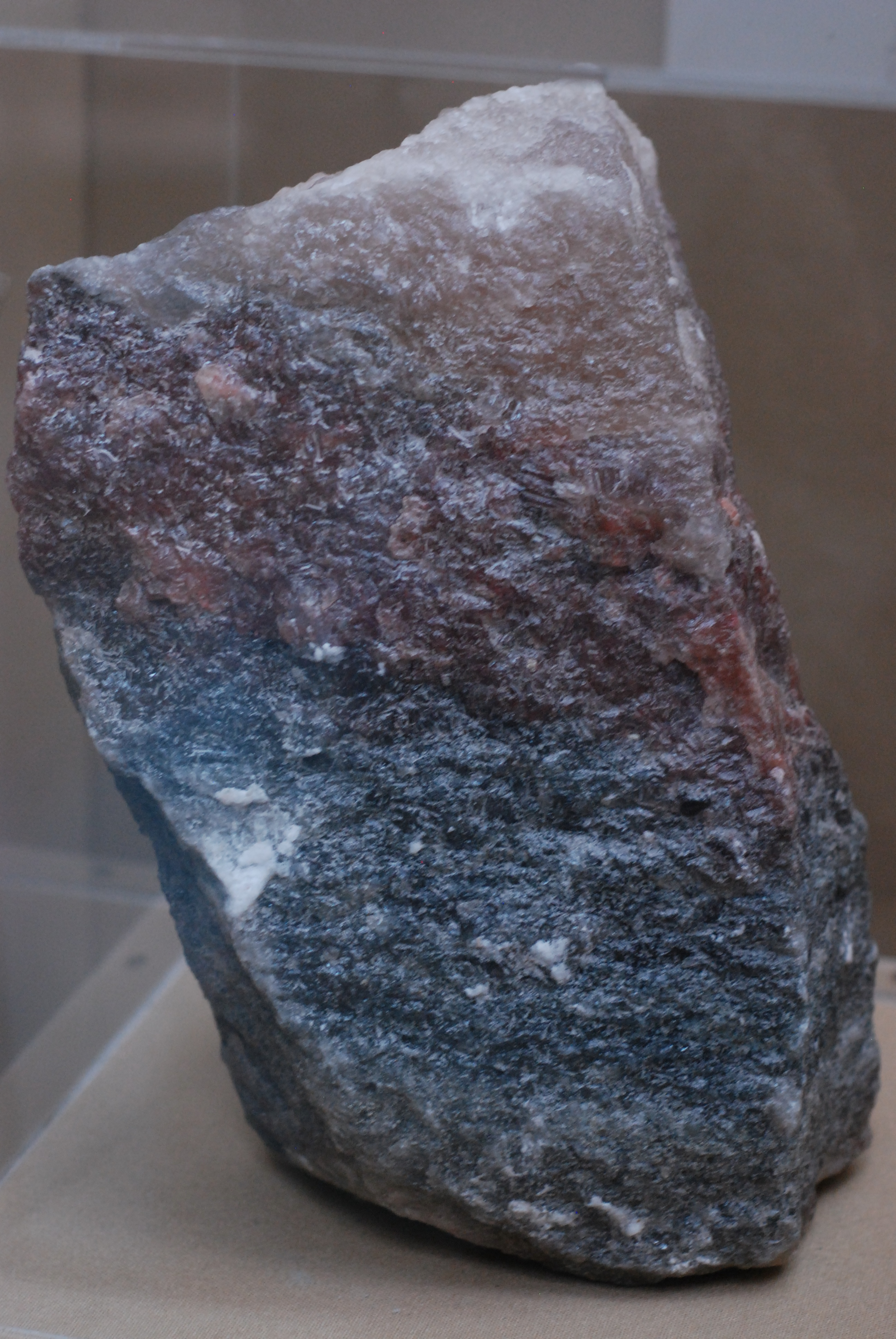
Sel de potasium extrait dans les environs de Chos Malal et utilisé pour la production de fertilisants.

L'activité productive principale est l'exploitation des hydrocarbures. Le bassin du Neuquén, qui se partage avec les provinces de Río Negro, La Pampa et Mendoza, est la zone la plus importante, tant pétrolière que gazéifère d'Argentine. La province produit en outre 52 % de la production hydroélectrique du pays avec les centrales d'Alicurá, de Piedra del Águila, Pichi Picún Leufú, El Chocón et Arroyito, sur le río Limay, à quoi il faut encore ajouter le complexe de Cerros Colorados sur le río Neuquén.
Sur le río Limay, au niveau de la localité d'Arroyito, on a aussi construit une usine productrice d'eau lourde, d'une capacité de 200 tonnes par an, gérée par l'entreprise d'état ENSI.

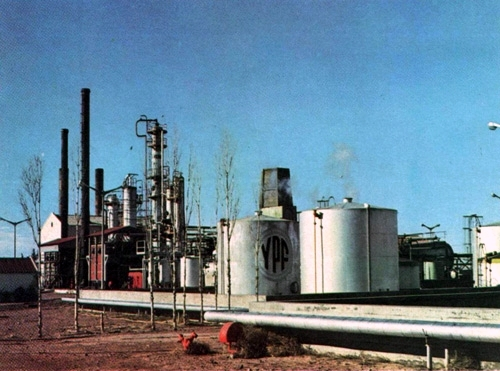
Raffinerie de pétrole de Plaza Huincul.

L'agriculture est un autre secteur florissant et surtout la fruticulture, avec d'importantes productions de pommes, poires, pêches, reine-claudes et cerises, spécialement dans la zone de la haute vallée du Río Negro.
Mais l'activité en croissance maximale ces dernières années est le tourisme, spécialement dans la région de la cordillère des Andes et cela autant en période estivale qu'hivernale. On a édifié des centres de tourisme internationaux, comme San Martín de los Andes et Villa La Angostura, de grands centres de ski (Chapelco, Cerro Bayo et Caviahue), ainsi que deux parcs de neige (Cerro Wayle et Cerro Batéa Mahuida - ce dernier, à Villa Pehuenia dans le département d'Aluminé, étant administré par une communauté amérindienne proche des Mapuches, les Puels -).

## Religion
La province fait partie du diocèse de Neuquén érigé en 1961, dont le siège est à Neuquén.

## Le Neuquén et l'Axe du Sud

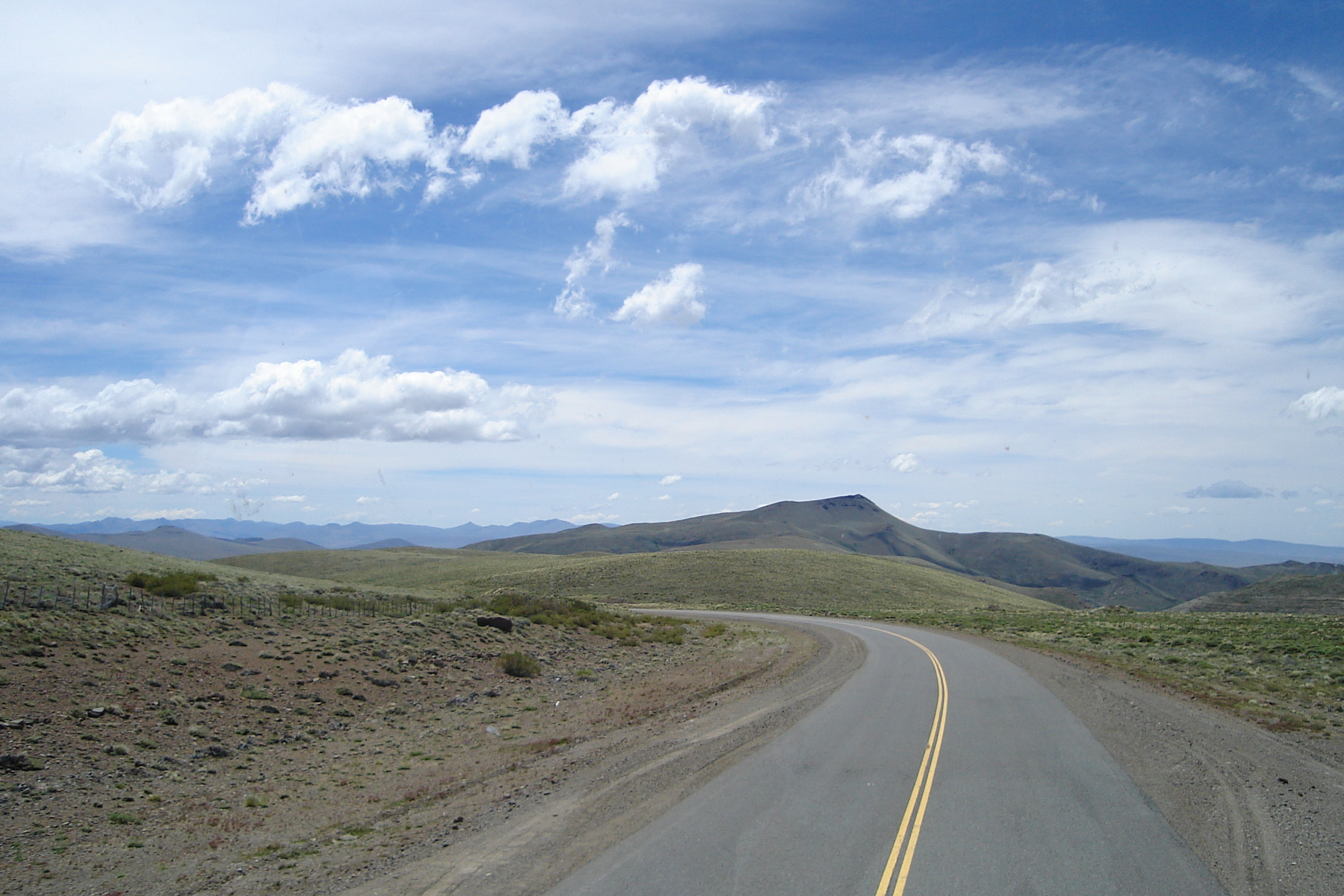
Route nationale 242 - maillon fondamental de l'« Axe du Sud » aux environs du col Paso de Pino Hachado, en direction de Las Lajas.

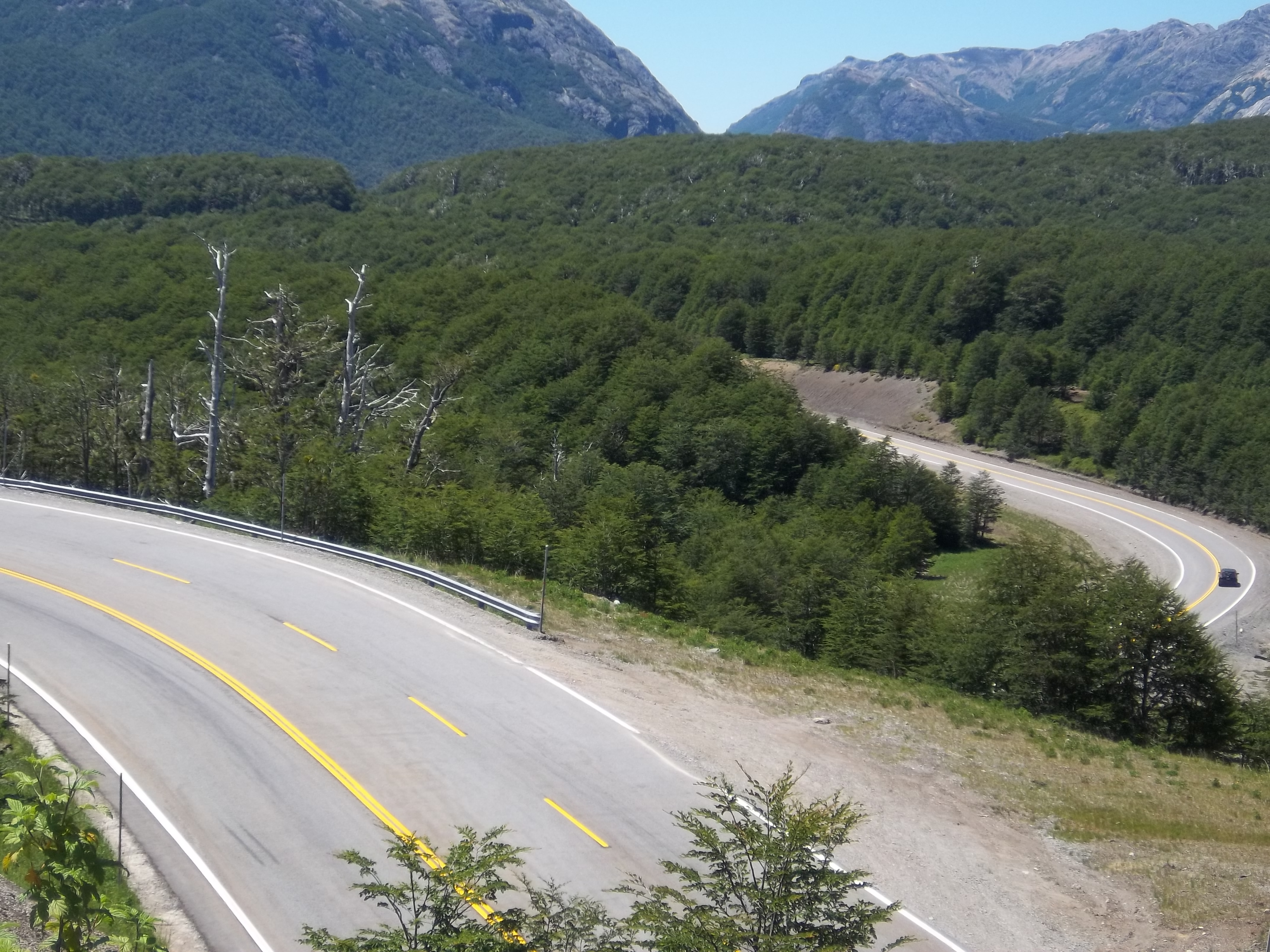
Route nationale 231 depuis le mirador du Cerro Pantojo. Elle unit la route nationale 40 aux environs de Dina Huapi, avec la frontière chilienne, en suivant la rive nord du lac Nahuel Huapi.

Ces dernières années, les pays d'Amérique du Sud ont de grands projets de travaux d'infrastructure et de communication routière, ferroviaire et autres, à réaliser ou déjà réalisés, devant permettre de se relier entre eux, et de stimuler ainsi leurs économies, mais aussi de relier les deux grandes rives atlantique et pacifique pour stimuler et faciliter le commerce international (vers l'Asie notamment).
Parmi ces projets, celui dénommé « Axe du Sud » (Eje del Sur) patronné par l'IIRSA, doit permettre de relier l'est et le centre argentin avec les ports du centre-sud chilien de Talcahuano et de Puerto Montt, en traversant les Andes au niveau des provinces argentines de Río Negro et surtout de Neuquén. De gros investissements sont prévus en Argentine dans ces deux provinces, et également dans celle de La Pampa et dans le sud de celle de Buenos Aires.
En ce qui concerne le Neuquén, les principaux travaux prévus ou déjà en cours sont notamment :
- amélioration de la route nationale 242, route reliant Las Lajas et les ports du sud chiliens sur l'océan Pacifique et franchissant les Andes au col Paso de Pino Hachado à 1 864 m d'altitude, avec poste frontière intégré ;
- prolongation de la voie ferrée entre Zapala et Las Lajas ;
- augmentation de la capacité de la route nationale 22, entre Villa Regina (province de Río Negro) et Zapala ;
- revêtement de la route d'accès au col argentino-chilien Paso Icalma (1 393 m d'altitude), au départ de la route nationale 40, entre Zapala et Las Lajas. Cette route passe par la rive nord du lac Aluminé, Villa Pehuenia et le lac Moquehue ;
- revêtement de la route d'accès au col argentino-chilien Paso Tromen-Mamuil Malal (1 253 m d'altitude), au départ de la ville de Junín de los Andes ;
- revêtement de la route d'accès au col argentino-chilien Paso Hua Hum, au départ de San Martín de los Andes ;
- construction d'une interconnexion électrique (ligne à haute tension de 500 000 volts) entre le Comahue (complexe hydroélectrique de Cerros Colorados sur le río Neuquén) et la région de Cuyo (province de Mendoza).

D'autres travaux améliorant l'accès à la province de Neuquén sont prévus dans les provinces argentines de Río Negro, de La Pampa et de Buenos Aires.
Cartes,.

## Paléontologie
Fondé le 1er novembre 1984 et financé par la municipalité, le musée municipal Carmen Funes à Plaza Huincul comprend une salle d'exposition paléontologique, des ateliers pour la préparation et reconstitution de fossiles, ainsi que la reproduction de ceux-ci.

## Tourisme
Comme les autres provinces de Patagonie argentine, le potentiel touristique est énorme et se développe rapidement. Il se base surtout sur la présence de la cordillère des Andes, pourvue de nombreux lacs, de multiples cours d'eau, de volcans et de forêts somptueuses.
Il faut souligner que les nombreux lacs et cours d'eau de la province en font un véritable paradis pour pêcheurs, comprenant plusieurs centres de pêche sportive de renommée internationale. On peut y pêcher des truites fario de plus de cinq kilos. La ville de Junín de los Andes située au sein du parc national Lanín, sur le río Chimehuin, est considérée comme la capitale argentine de la truite.
Les principales attractions touristiques de la province sont :
- Parc national Lanín, avec le volcan Lanín
- Parc national Nahuel Huapi
- Parc national Los Arrayanes, qui se trouve sur une péninsule au sein même du Parc national Nahuel Huapi.
- Parc national Laguna Blanca
- Parc provincial Copahue, avec le volcan Copahue
- Parc provincial du Tromen, avec le Volcan Tromen
- Aluminé, avec sa Casa de la Cultura (maison de la culture). Centre mapuche et amérindien important.
- Villa Pehuenia, communauté amérindienne située sur la rive nord-ouest du lac Aluminé.
- Junín de los Andes
- San Martín de los Andes
- Route des Sept Lacs
- Villa Traful
- Villa La Angostura
- Plaza Huincul avec son musée paléontologique Carmen Funes.
- Caviahue-Copahue
- Las Lajas
- Puerto Hua Hum
- le barrage de Piedra del Águila et le lac de retenue de même nom
- Andacollo et les Lagunas de Epulafquen

### Les lacs
À quoi s'ajoutent les principaux lacs naturels :
- Lac Nahuel Huapi
- Lac Espejo
- Lac Correntoso
- Lac Ángel Gallardo
- Lac Traful
- Lac Lácar avec son émissaire, le río Hua-hum (kayak)
- Lac Lolog
- Lac Tromen
- Lac Ñorquinco
- Lac Rucachoroi. Les bois de ses rives constituent la plus grande concentration d'araucarias dans les Andes argentines. C'est un lac, d'une grande beauté. Il est relativement éloigné des circuits touristiqueset il n'y a pas de population permanente à proximité. Cela a largement contribué à la conservation de la végétation et de la faune de ses abords.
- Lac Aluminé
- Lac Moquehue
- Lac Huechulafquen
- Lac Paimún
- Lac Epulafquen
- Lac Carilafquén
- Lac Curruhué
- Lac Quillén
- Le lac Agrio et la caldeira de l'Agrio

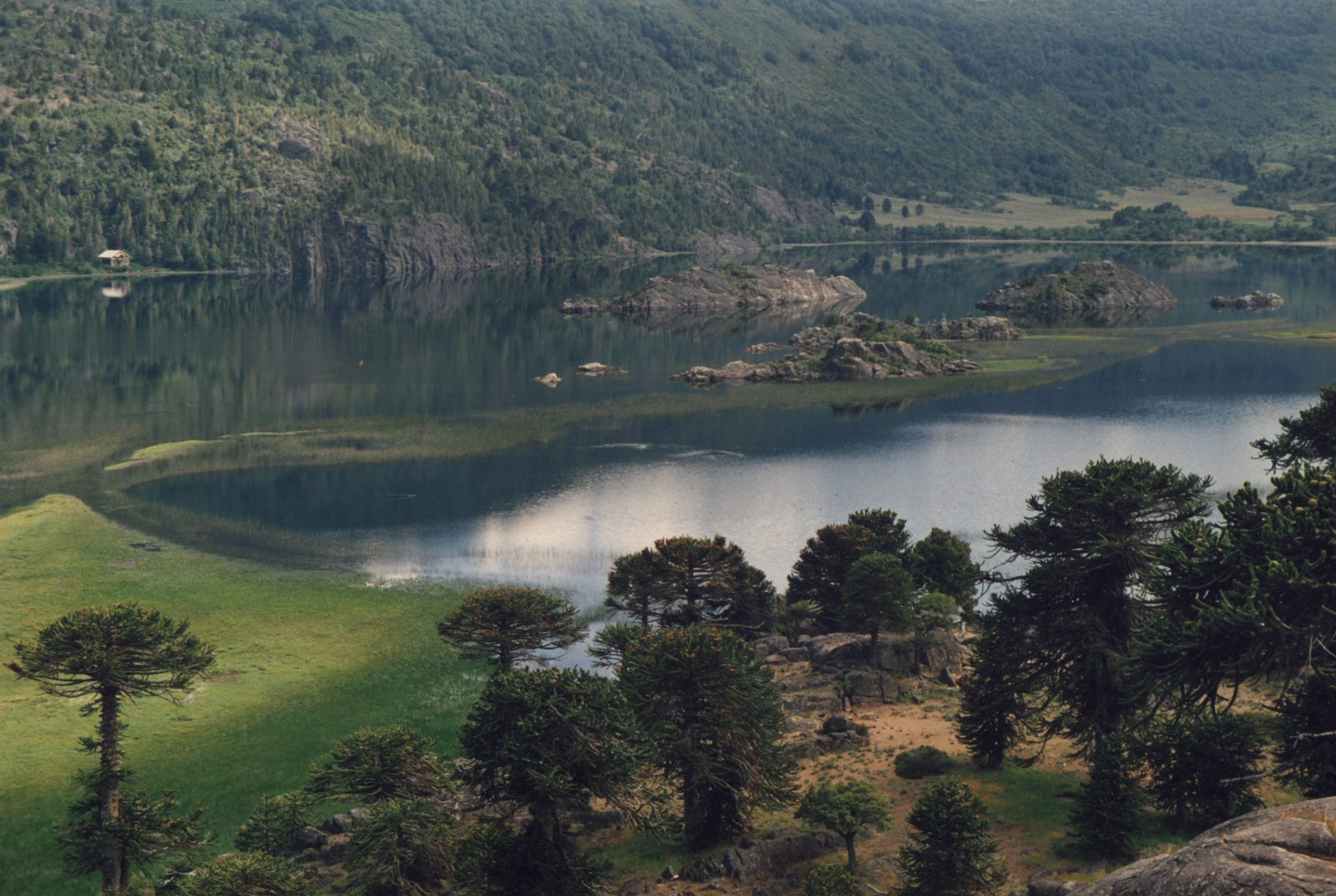
Vue du lac Pulmari, situé un peu au nord du parc national Lanín. Il est entouré ici de beaux araucarias

- et bien d'autres encore…